# Аванш
Ава́нш (иногда Аве́нш, устаревшая форма — Авенхес, фр. Avenches [avɑ̃ʃ],  франкопров. Avencho или Aventso [aˈvɛ̃tsu], ранее Авентикум, лат. Aventicum, Форум Тиберии, лат. Forum Tiberii и Вифлисбург, нем. Wiflisburg или Wifflisburg) — небольшой посёлок и коммуна в кантоне Во, Швейцария. Населённый пункт находится в регионе Бруй. Население — около 3 тысяч человек. Расположен на транспортной магистрали между Лозанной и Берном, в непосредственной близости от швейцарской языковой границы, так называемого Рёштиграбена, разделяющего франкоязычных швейцарцев на западе от их немецкоязычных сограждан на востоке.

## Название

### Римское название
Учёные предполагают, что изначально поселение называлось Форум Тиберии, в честь римского императора Тиберия. Веспасиан переименовал поселение в Colonia Pia Flavia Constans Emerita Helvetiorum Foederata. Затем город получил имя Авентикум. Название города происходит от названия кельтской богини-покровительницы Авентии, сегодня оно восходит к кельтскому имени ручья Aventǐa, расширенному вокруг суффикса -ǐko/-ǐcum. Под влиянием галло-романской орфографии, название Aventicum преобразовалось во французское Avenches (Аванш) и арпитанское Avencho или Aventso (Авенцу).
В 1349 году Аванш упоминается как Adventica, а в местном диалекте в то время поселение носило имя Avenchoz. С 1518 года вплоть до 19 века Аванш именуется как Avenche или Avanche.

### Немецкое название
Немецкое название города, Вифлисбург, впервые появилось в раннем средневековье, когда в Гельвецию пришли многочисленные германские племена. Это название активно использовалось немецкоговорящими Швейцарцами в Средние века и Новое время, но, несмотря на близость Аванша к языковой границе, данное название было забыто за последние два века и почти не используется сегодня.
Немецкое название, которое не соответствует ни латинскому, ни французскому варианту, восходит к раннему алеманнскому поселенцу по имени Wibili (Вибили) и впервые встречается как Wiflisburuc в 600-х годах, Wibilsburg в 1258 или 1266 году, Wipelspurg в 1302 году, Wibelspurg в 1458 году, Wiblispurg в 1476 году, Wiflispurg в 1548 году и Wiflisburg в 1577 году.

## История

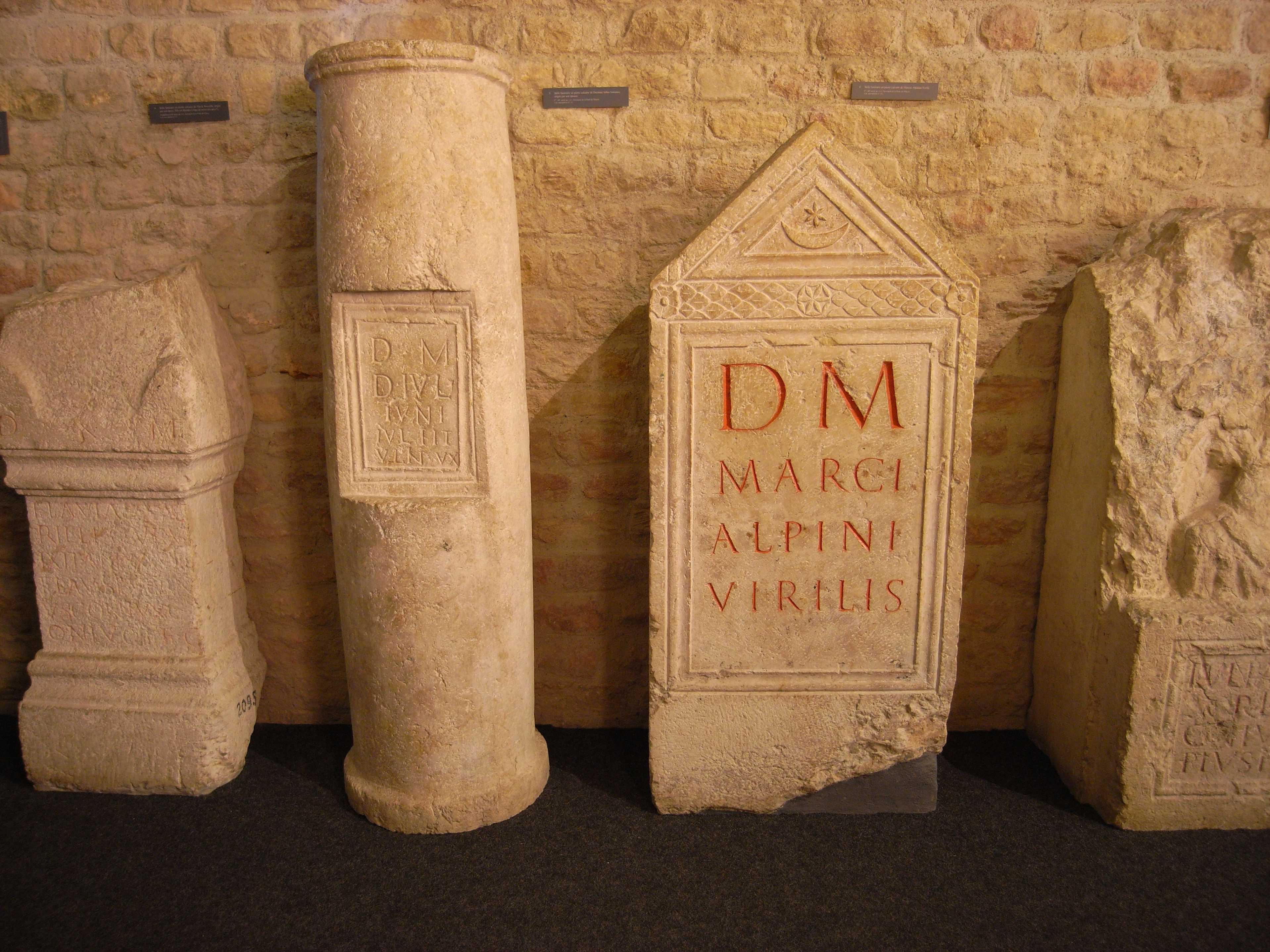
Галло-романские стеллы в музее Аванша

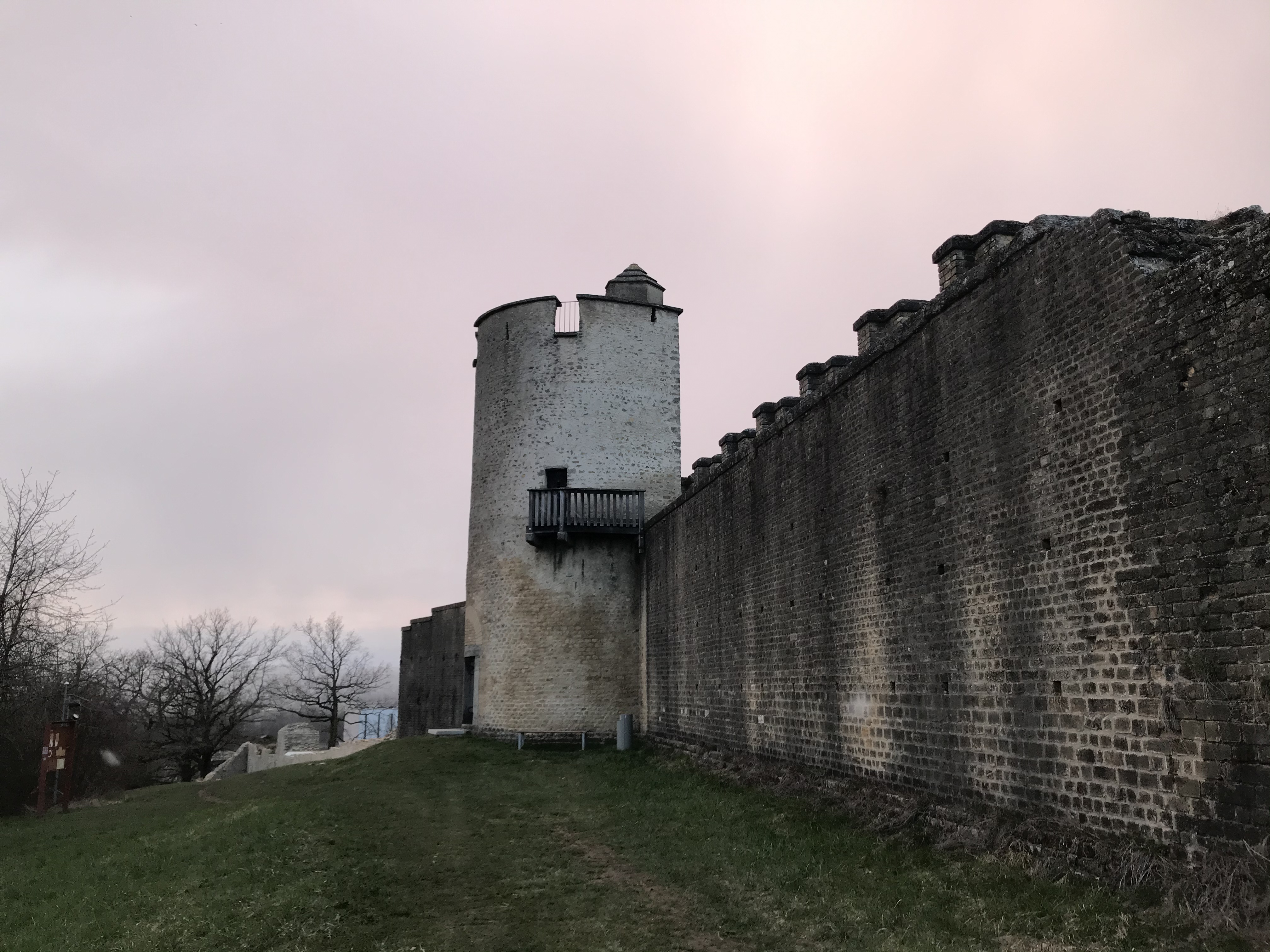
Римская стена показывает границы города Авентикум в римскую эпоху

Римский Авентикум основал римский полководец Гай Юлий Цезарь, покоривший Галлию. Авентикум возник на рубеже нашей эры. Его население оценивается в 20 000 человек в 1 веке нашей эры. Основание города Авентикум, по-видимому, связано с неудачной попыткой переселения гельветов в 58 году до н. э. О дате основания города ничего конкретного не известно. В последние годы на месте неоднократно обнаруживались останки позднего кельтского периода (1 век до н. э.), в частности захоронения и ямы к юго-западу от будущих районов города. Строительный камень, из которого сделаны первые дома Авентикума, поступает в основном с берега Невшательского озера. Строители регулярно вынуждены обеспечивать устойчивость фундамента, предварительно вживляя в землю дубовые сваи. Эти леса сохранились до наших дней и сегодня могут быть точно датированы с помощью дендрохронологии.

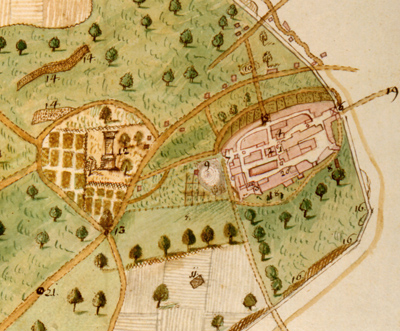
Отрывок из первого «археологического плана» Аванша, датированного 1731 годом

Во времена Римской империи автохтонное кельтское население окрестностей города подверглось интенсивной романизации. Авентикум переживает свой первый «Золотой век» в 30-50 годах нашей эры, во времена правления императоров Тиберия и Клавдия. Об этом свидетельствует, в частности, более крупная скульптурная группа членов императорской семьи, которая украшает городской форум. Авентикум стал столицей римской Гельвеции (Гельветики). Его развитая по античным меркам инфраструктура поддерживала 20-тысячное население, что было немало для довольно северного города, расположенного в горной местности. В римские времена Авентикум был самым значительным городом в Гельвеции на транзитном пути из долины Роны в Августу-Раурику. Несколько памятников до сих пор свидетельствуют о его былом величии. Особую известность в археологии получил римский амфитеатр в Аванше. Имеются также: отреставрированная древнеримская крепостная стена с башнями, а также руины римских театра, бани и храма.
В 71 или 72 году нашей эры император Веспасиан, отец и сыновья которого провели часть своей жизни в Авентикуме, возвел город в ранг колонии под названием Colonia Pia Flavia Constans Emerita Helvetiorum Foederata. В это время начинается строительство стены периметра длиной 5,5 км, окружающей территорию площадью 228 гектаров. Именно эта стена показывает границы города Авентикум в римскую эпоху. Вскоре после этого были также построены театр, амфитеатр и святилище аиста, а также ещё три здания, характерные для римской гражданской архитектуры. Население Авентикума, вероятно, в основном состояло из гельветов. Элиты этого народа, несомненно, сохранили свой статус, и именно они первыми получают римское гражданство. Таким образом, эти знатные люди совместно являются гарантами проникновения в римскую культуру и определенной политической стабильности. Вдали от границ империи, вдали от региональных политических кризисов, Авентикум переживает долгий золотой век до начала 3 века. Хотя набеги аламаннов 275 года, по-видимому, нанесли большой ущерб, в 4 веке до сих пор сообщается об эдилитаристской деятельности, в частности, о работах по укреплениям вокруг театра.

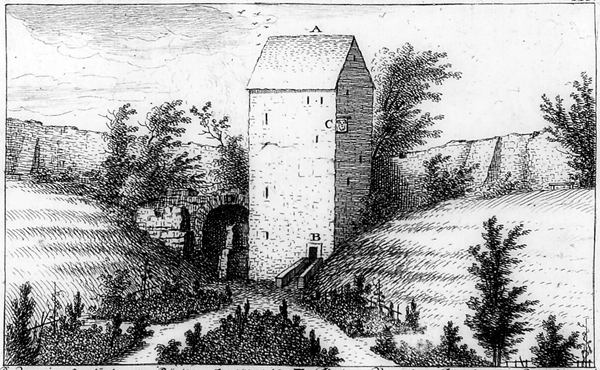
Римский амфитеатр Аванша, гравюра Давида Геррлибергера, 1754 год

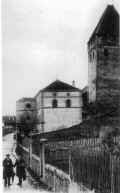
Синагога Аванша, фотография 1865 года

До 6 века Аванш - епископство. В 7 веке появилось новое германское название места, Wibili, которое позже станет Wiflisburg. После нашествий франков и бургундов в V веке город пришёл в упадок, и его население в настоящее время почти в 7 раз меньше, чем было во времена античности. Рим больше никогда по-настоящему не владел этим районом, и после падения Рима в 5 веке на бывшем акрополе ныне заброшенного римского города было построено гораздо меньшее поселение. Тем не менее, на протяжении всего средневекового периода галло-римское население продолжало оказывать сопротивление германизации, в результате чего Аванш (как и более северный, но менее успешный Трир) стал одним из форпостов романского мира. Исконным романским языком жителей города является франко-провансальский язык, в настоящее время практически вытесненный французским, в настоящее время единственным официальным в городе.
В 1074 году епископ Лозанны Буркгард фон Ольтиген основал на месте разграбленного римского города новое поселение и назвал его Adventica, который в 1518 году стал называться Avenche. Именно он построил башню на краю римского амфитеатра, в котором сейчас находится музей. В 11 веке Аванш был окружён стеной, а в 1259 году поселение получило городские права.
После бернского завоевания кантона Во в 1536 году Аванш попал под бернское господство. В 1798 году он вошёл в состав гельветского кантона Фрибур. В 1801 году население настаивало на включении кантона Леман в состав Гельветической республики. При посредничестве Наполеона в 1803 году Аванш стал частью кантона Во.
До археологических раскопок в Аванше, древнеримский амфитеатр Аванша использовался как пастбище для овец. Интерес к археологическим останкам римского города Авентикум возник в 16 веке. Некоторые археологические раскопки были проведены в 18 веке, но настоящая систематическая разведка началась только с создания Ассоциации Pro Aventico в 1885 году. Римский музей был создан в 1824 году. С 1838 года он занимает средневековую башню, построенную в 11 веке на остатках римского амфитеатра. Любопытно, что археология извлекла пользу из первой и второй мировых войн, когда иностранцы, интернированные в Швейцарии, и местные безработные были привлечены к раскопкам главных зданий римского города

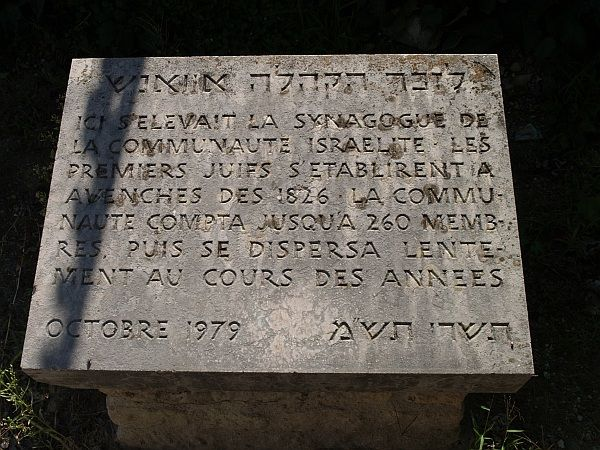
Мемориальный камень на месте бывшей синагоги

Аванш в 1919 году

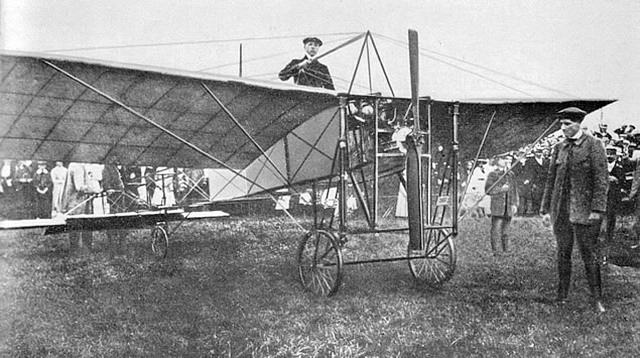
Полет Эрнеста Файуба 7 октября 1910 года

В 1826 году в Авенше поселилась еврейская община из Альзаса. В 1864 или 1865 году в Аванше на Chemin des Terreaux была построена синагога. Вероятно, еврейская община сначала владела помещением в частном доме. С 1850-х годов она стремилась к строительству синагоги. В феврале 1863 года она заключила договор купли-продажи жилого дома за пределами городских стен, который был перестроен в синагогу. Синагога на 120 мест, по 60 для женщин и мужчин, была открыта 4 августа 1865 года в присутствии почетных раввинов Мойзе Нордманна из Эгенайма (Альзас) и Йозефа Вертгеймера из Женевы. Из-за оттока большинства еврейских семей богослужения в синагоге не проводились с 1930-х годов. В 1950 году в Аванше жили всего две еврейские семьи. В 1957 году здание синагоги было снесено и участок продан. Ритуальные предметы были переданы еврейским общинам Берна и Лозанны, где проживало много бывших членов еврейской общины Аванша. В 1979 году около участка бывшей синагоги был установлен мемориальный камень со следующей надписью: «Здесь возвышалась синагога еврейской общины. Первые евреи поселились в Аванше в 1826 году. Сообщество насчитывало до 250 членов и медленно растворялось на протяжении многих лет. Октябрь 1979 года.»
В 1910 году на равнине к северу от муниципалитета был построен аэродром, где Эрнест Файуба совершил первый полёт в Швейцарии на самолёте, построенном и управляемом швейцарским гражданином. Во время Первой мировой войны он служил военным аэродромом. Когда в 1921 году был построен военный аэродром в Пайерне, аэродром в Аванше был закрыт.
1 июля 2006 года коммуна Донатир была объединена с коммуной Аванш. 1 июля 2011 года также был присоединен муниципалитет Олейр. В результате площадь Аванша увеличилась примерно на 3 км2, а население — почти на 400 человек.

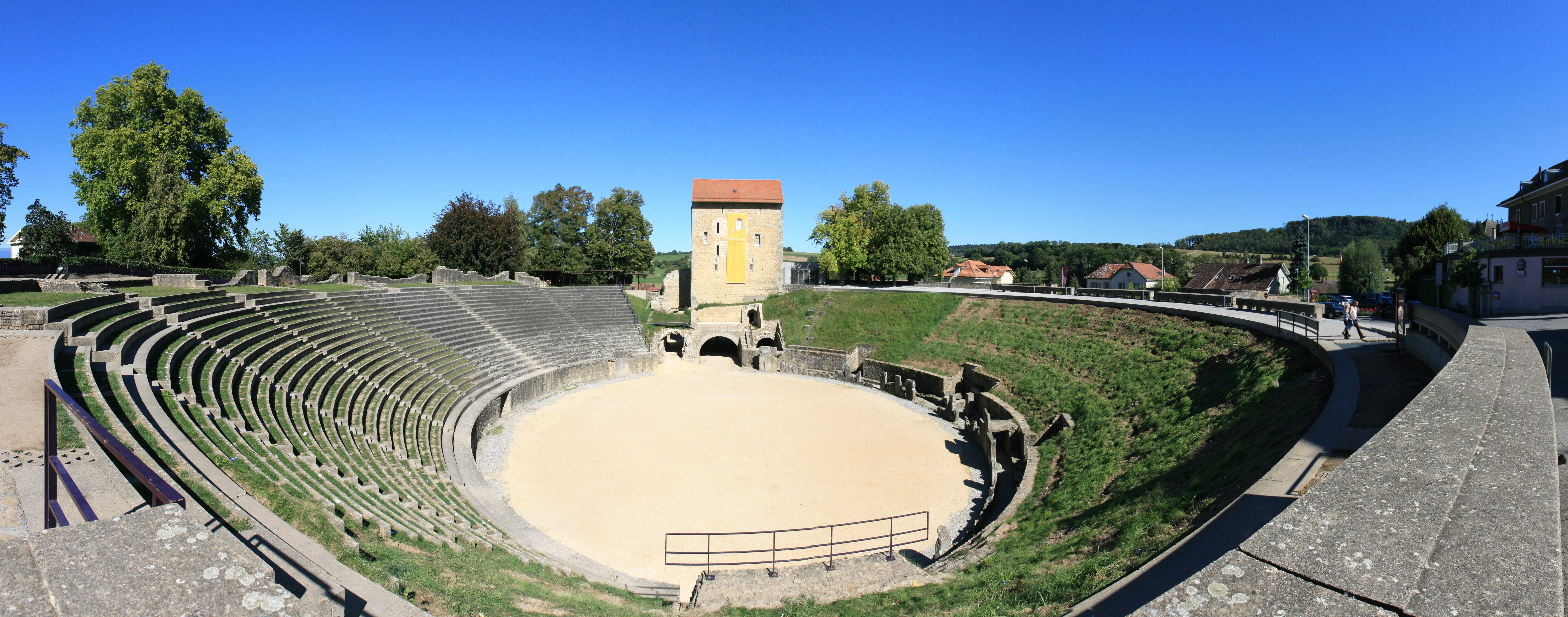
Древнеримский амфитеатр Аванша и римский музей в средневековой башне (посередине фотографии)

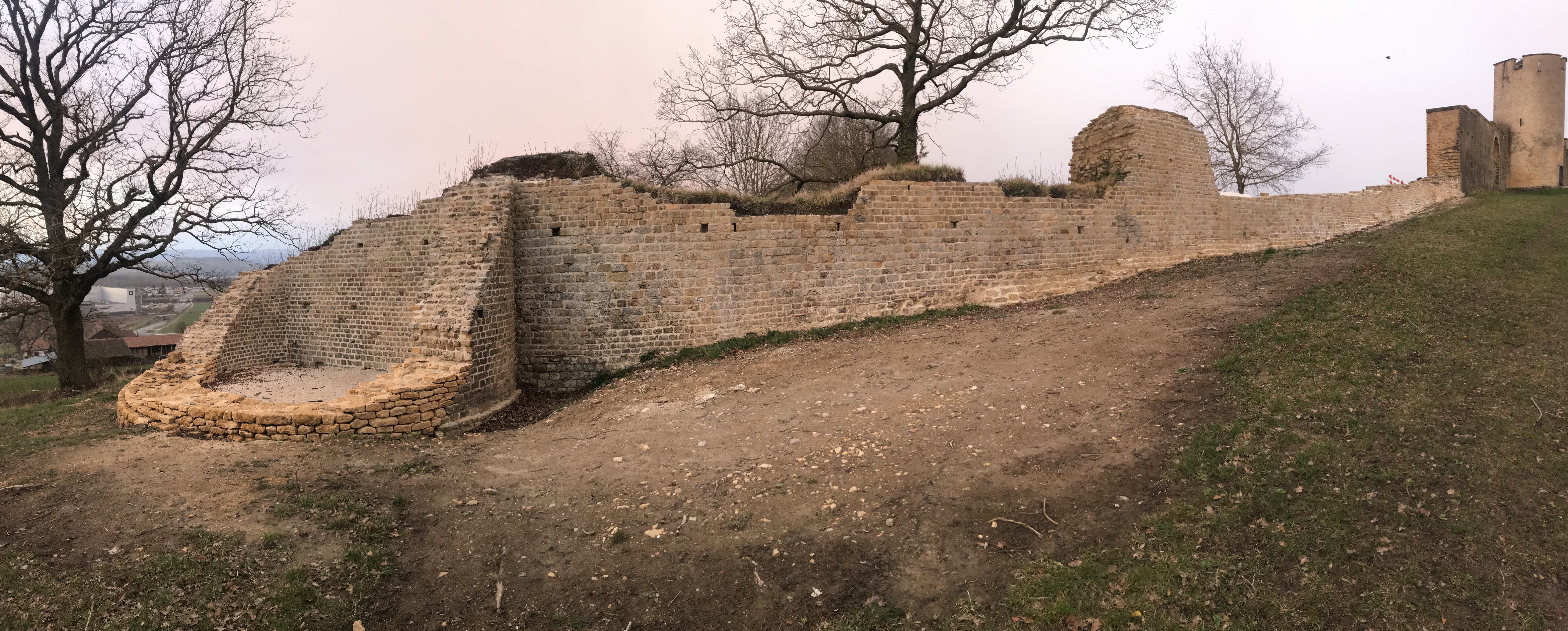
Панорама римской стены Аванша

## Известные личности
С 532 года по 31 декабря 596 года в городе родился, жил и работал хронист Марий Аваншский, служивший также и епископом города. Происходил из знатного галло-римского рода. В честь него в Аванше воздвигнута церковь, которая находится рядом с древнеримским амфитеатром.

### Церковь Святого Мария

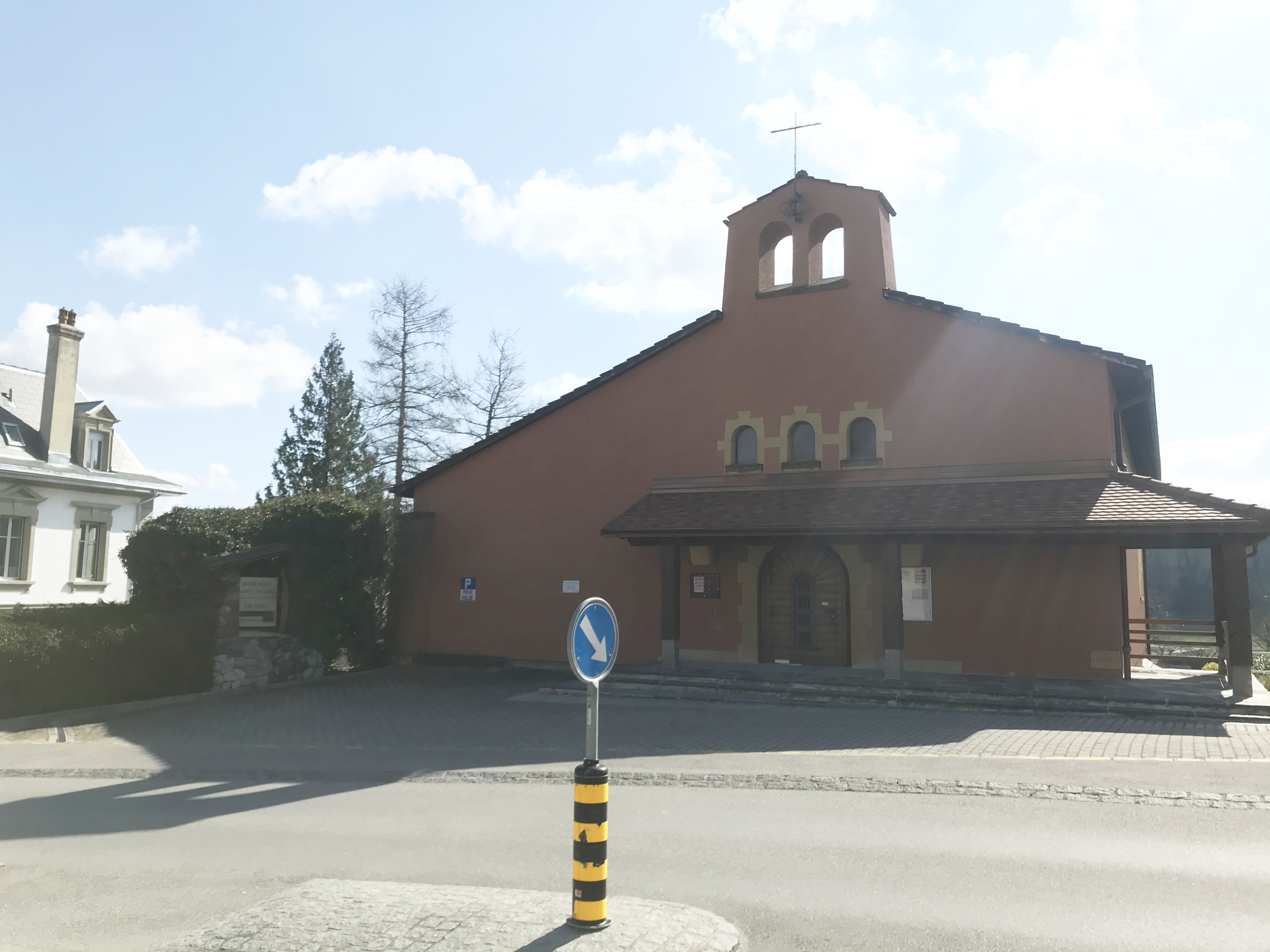
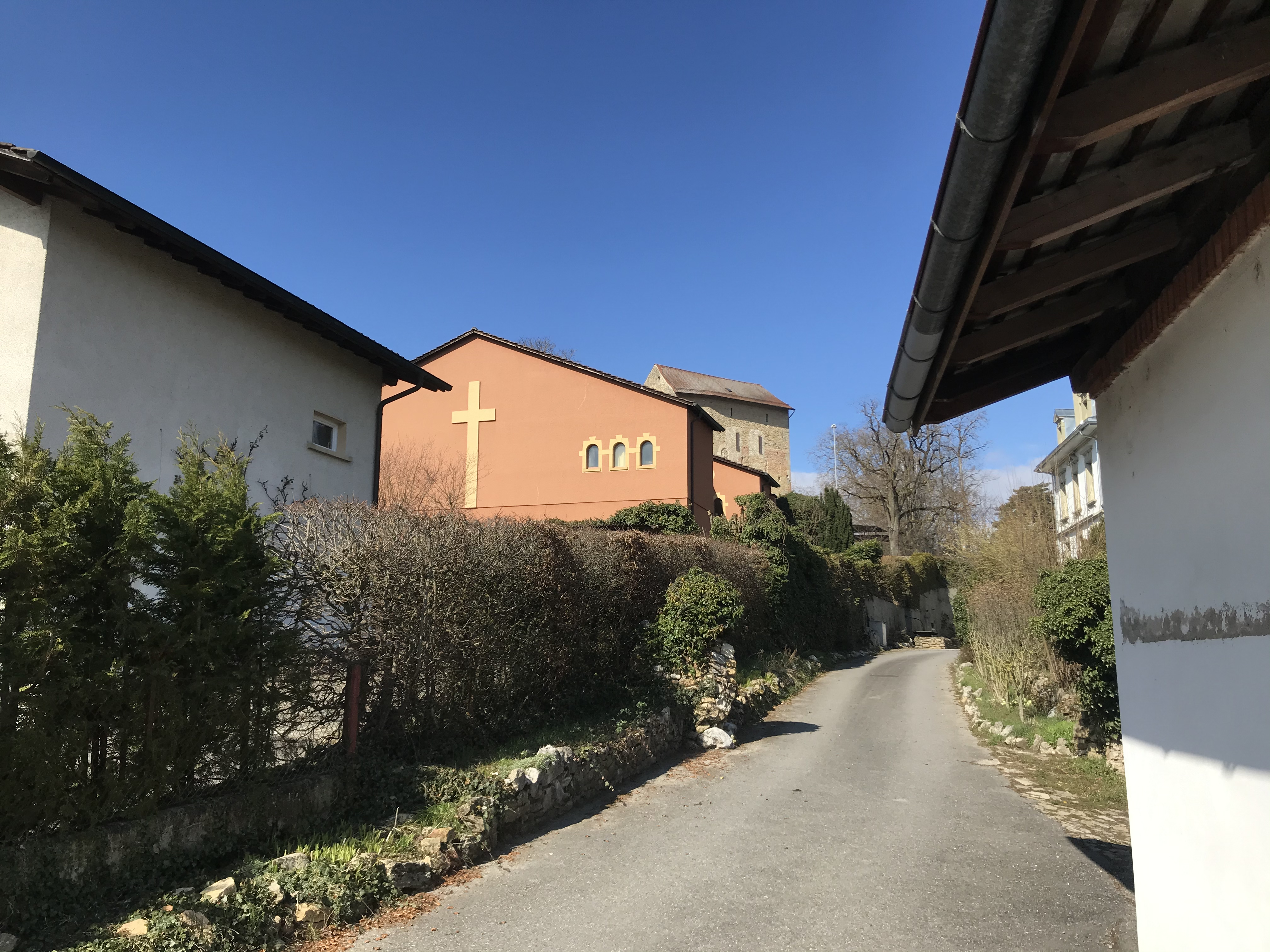

## Геральдика
Герб муниципального герба — голова мавра с серебряной лентой вокруг, облаченная в лазурь и золото.

## Демография

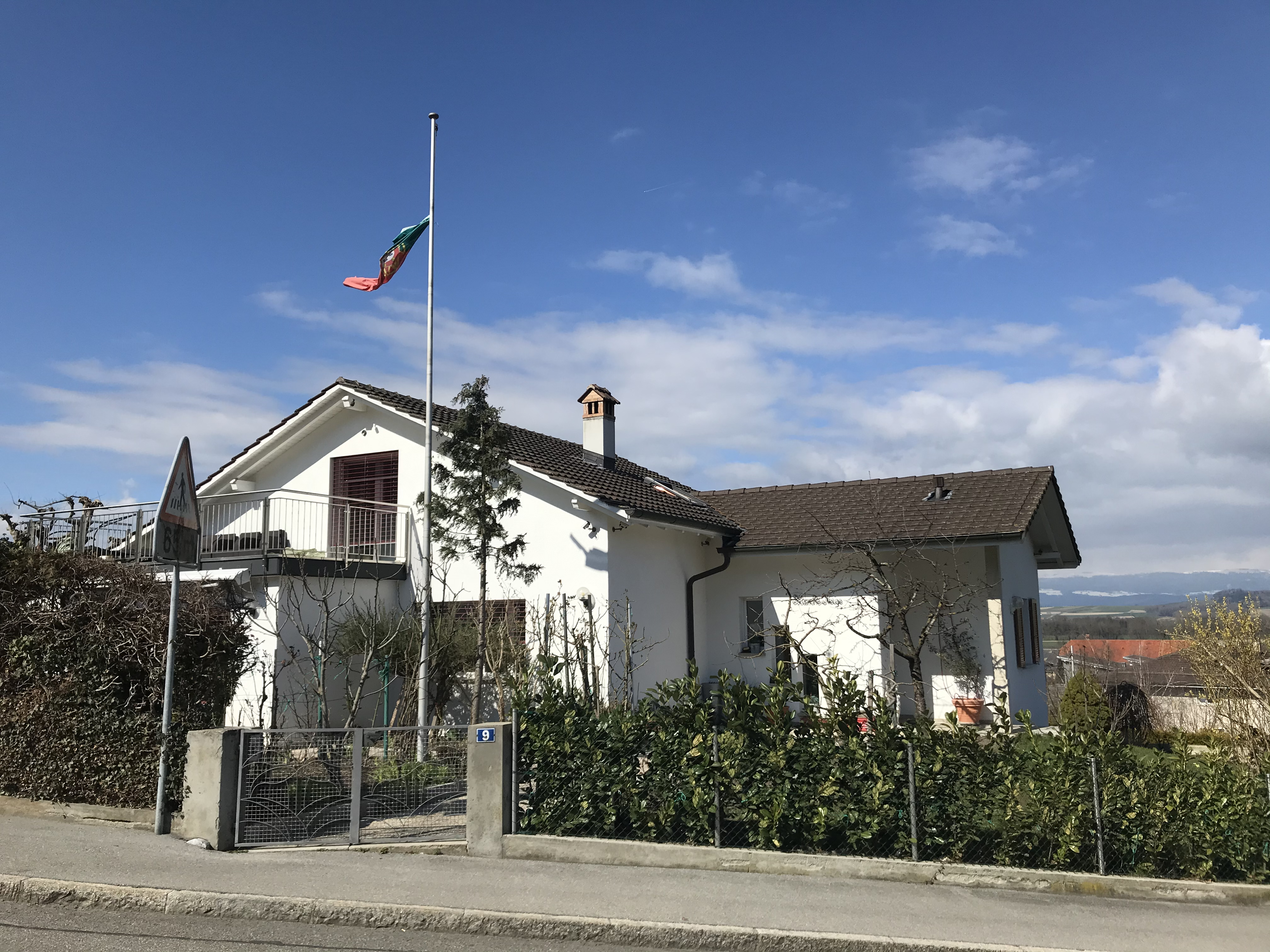
Жилой дом в Аванше с развевающимся над ним португальским флагом

По данным переписи 2019 года в Аванше проживало 4295 человек. По состоянию на 2008 год 32,9% населения составляют постоянно проживающие иностранные граждане. За последние 10 лет (1999 — 2009) численность населения изменилась на 16,2%. Она изменилась на 14% из-за миграции и на 3% из-за рождений и смертей.
Родные языки: французский (1866 человек — 73,3%), немецкий (329 человек или 12,9%), португальский (152 человека или 6,0%), другие (7,8 %). Есть 78 человек, которые говорят по-итальянски и 1 человек, который говорит по-романшски. В городе присутствует также малочисленная славянская диаспора, в основном поляки, но есть также и русские (2 человека).
Из населения муниципалитета 693 человека, или около 27,2%, родились в Аванше и жили там в 2000 году. 357 человек, или 14,0%, родились в том же кантоне, 710 человек, или 27,9%, родились где-то еще в Швейцарии, а 663 человек, или 26,1%, родились за пределами Швейцарии.
В 2008 году было зарегистрировано 20 рождений у швейцарских граждан и 11 рождений у неграждан Швейцарии, и за тот же период времени было зарегистрировано 17 смертей у швейцарских граждан и 2 смерти у неграждан Швейцарии.
По состоянию на 2000 год в муниципалитете насчитывалось 982 человека, которые были одиноки и никогда не состояли в браке.
По состоянию на 2000 год в муниципалитете насчитывалось 1094 частных домохозяйства, и в среднем на одно домохозяйство приходилось 2,3 человека. Было 337 домашних хозяйств, состоящих только из одного человека, и 69 домашних хозяйств с пятью и более людьми.
В 2000 году из 614 жилых домов насчитывалось 320 домов на одну семью (или 52,1% от общего числа).
В 2000 году в муниципалитете насчитывалось 1266 квартир. По состоянию на 2009 год темпы строительства новых жилых единиц составляли 35,9 новых единиц на 1000 жителей. Доля вакантных должностей в муниципалитете в 2010 году составила 0,67%.
Ниже представлены демографические изменения в Аванше с 1 по 2019 годы.
| 1     | 1336  | 1416  | 1764  | 1850  | 1860  | 1870  | 1880  | 1888  | 1900  | 1910  | 1920  |
| ----- | ----- | ----- | ----- | ----- | ----- | ----- | ----- | ----- | ----- | ----- | ----- |
| 20000 | ↘120  | ↗300  | ↗825  | ↗1637 | ↗1756 | ↗1819 | ↘1781 | ↗1846 | ↗1952 | ↘1800 | ↘1724 |
| 1930  | 1941  | 1950  | 1960  | 1970  | 1980  | 1990  | 2000  | 2012  | 2018  | 2019  |       |
| ↘1604 | ↘1565 | ↗1717 | ↗1776 | ↗2235 | ↘2177 | ↗2505 | ↗2544 | ↗3575 | ↗4282 | ↗4295 |       |

## Географическое положение

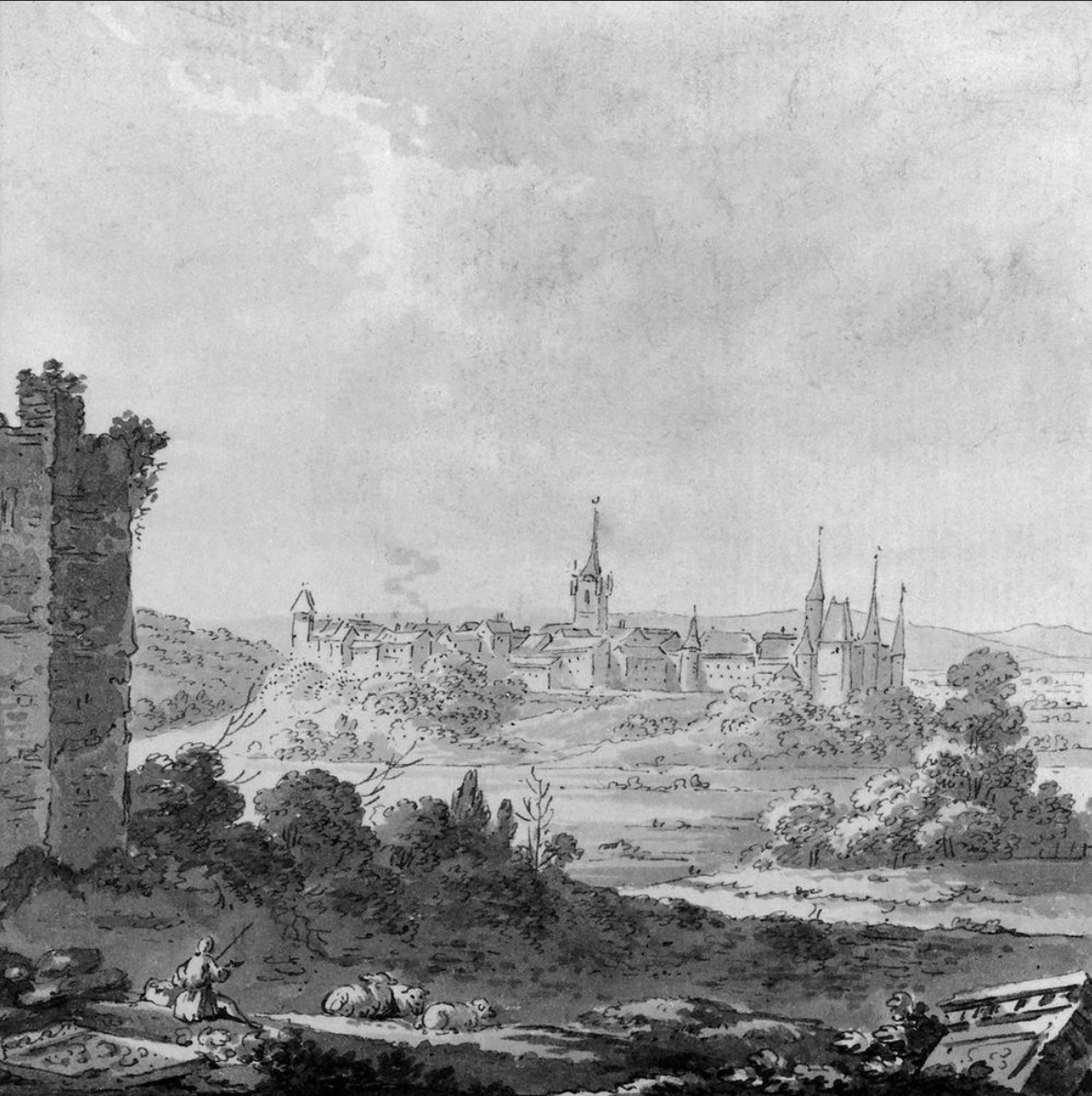
Вид на Аванш с восточной стороны. Акварель Жозефа-Эмануэля Кюрти

Аванш (480 м) расположен на уединенном холме на южной стороне равнины Бруй, в 17 км к северо-западу от Фрибура.
Территория коммуны включает в себя часть обширно выращенной равнины а также несколько холмов, граничащих с равниной на юге. Коммуна достигает реки Бруй на северо-западе, а Арбонь также течет через коммуну. На севере Аванша находится 1,5-километровый берег на озере Муртензе, до Шандона, который граничит с коммуной на востоке. На юге коммуна простирается от холмов до деревни Донатир. Деревня Донатир является частью муниципалитета Аванш, частично до 2006 года, и полностью с 2006 года после слияния муниципалитетов Аванш и Донатир.
В 1997 году территория составляла 14 процентов застроенных районов, 16 процентов лесных районов, 69 процентов сельскохозяйственных районов и чуть менее 1 процента непродуктивных земель.

## Политика
На федеральных выборах 2007 года по числу голосов победила Социал-демократическая партия, получившая 29,08% голосов. Следующими тремя партиями по числу голосов были Народная партия (26,61%), Свободная демократическая партия (18,92%) и Зелёная партия (9,6%). На федеральных выборах было подано в общей сложности 597 голосов, а явка избирателей составила 37,9%.

## Экономика
По состоянию на 2010 год уровень безработицы в Аванше составлял 4,6%. По состоянию на 2008 год в первичном секторе экономики было занято 117 человек и около 27 предприятий, занятых в этом секторе. Во вторичном секторе было занято 283 человека, в этом секторе было 41 предприятие, в третичном секторе — 1200 человек, в этом секторе — 138 предприятий. В муниципалитете насчитывалось 1285 жителей, занятых в той или иной сфере, из которых женщины составляли 42,6% рабочей силы.
В 2008 году общее число эквивалентных рабочих мест с полной занятостью составило 1368. Число рабочих мест в первичном секторе составляло 99, из которых 97 приходилось на сельское хозяйство и 2 — zа лесное хозяйство или производство пиломатериалов. Количество рабочих мест во вторичном секторе составило 267, из которых 193 или 72,3% — в обрабатывающей промышленности и 70 или 26,2% — в строительстве. Число рабочих мест в третичном секторе составило 1002. В третичном секторе 524 или 52,3% были заняты в оптовой или розничной торговле или ремонте автомобилей, 74 или 7,4% — в перемещении и хранении товаров, 106 или 10,6% — в гостиницах или ресторанах, 4 или 0,4% — в информационной индустрии, 10 или 1,0% — в страховой или финансовой индустрии, 36 или 3,6% — в технических специалистах или ученых, 60 или 6,0% — в образовании и 95 или 9,5% — в здравоохранении.
В 2000 году было 761 рабочих, которые переехали в муниципалитет, и 690 рабочих, которые уехали из него. Муниципалитет является нетто-импортером рабочих, и на каждого уходящего приходится около 1,1 работника, въезжающего в муниципалитет. Из работающего населения 9% пользовались общественным транспортом, чтобы добраться до работы, а 63,6% — личным автомобилем.

## Религия
Согласно переписи 2000 года, 966 человек или 38,0% были католиками, а 1032 человека или 40,6% принадлежали к Швейцарской Реформатской церкви. Из остального населения было 8 членов православной церкви (или около 0,31% населения), было 37 человек (или около 1,45% населения), которые принадлежали к другой христианской церкви. 157 человек (или около 6,17% населения) исповедовали ислам. Было 4 человека, которые были буддистами, и 2 человека, которые принадлежали к другой церкви. 196 человек (или около 7,70% населения) не принадлежали ни к одной церкви, являясь агностиками или атеистами, а 142 человека (или около 5,58% населения) не ответили на этот вопрос.

## Погода
Аванш имеет в среднем 1218 дней дождя или снега в год и в среднем получает 981 мм осадков (38,6 дюйма). Самый влажный месяц — июнь, в течение которого Авмнш получает в среднем 102 мм дождя или снега. В течение этого месяца выпадает осадков в среднем на 11,1 дня. Месяц с наибольшим количеством дней осадков-май, в среднем 12,5, но только с 99 мм (3,9 дюйма) дождя или снега. Самым засушливым месяцем года является февраль со средним количеством осадков 63 мм (2,5 дюйма) за 9,6 дня.

## Инфраструктура
В Аванше находится много ресторанов и кафе. В посёлке работает начальная и средняя школы. Также в Аванше находится музыкальная школа. На окраине населённого пункта находится крупный торговый центр Milavy, где находится продуктовый магазин Coop и другие заведения. Также на противоположной к Milavy части посёлка находится магазин Migros. В посёлке есть железнодорожная станция, а рядом с ней находятся спортивные поля где располагаются различные спортивные клубы. В Аванше есть индустриальная зона. Крупнейший завод Аванша — Nescafé. В Аванше есть несколько автозаправок. Также в посёлке есть больница, которая скоро переедет в другое здание.

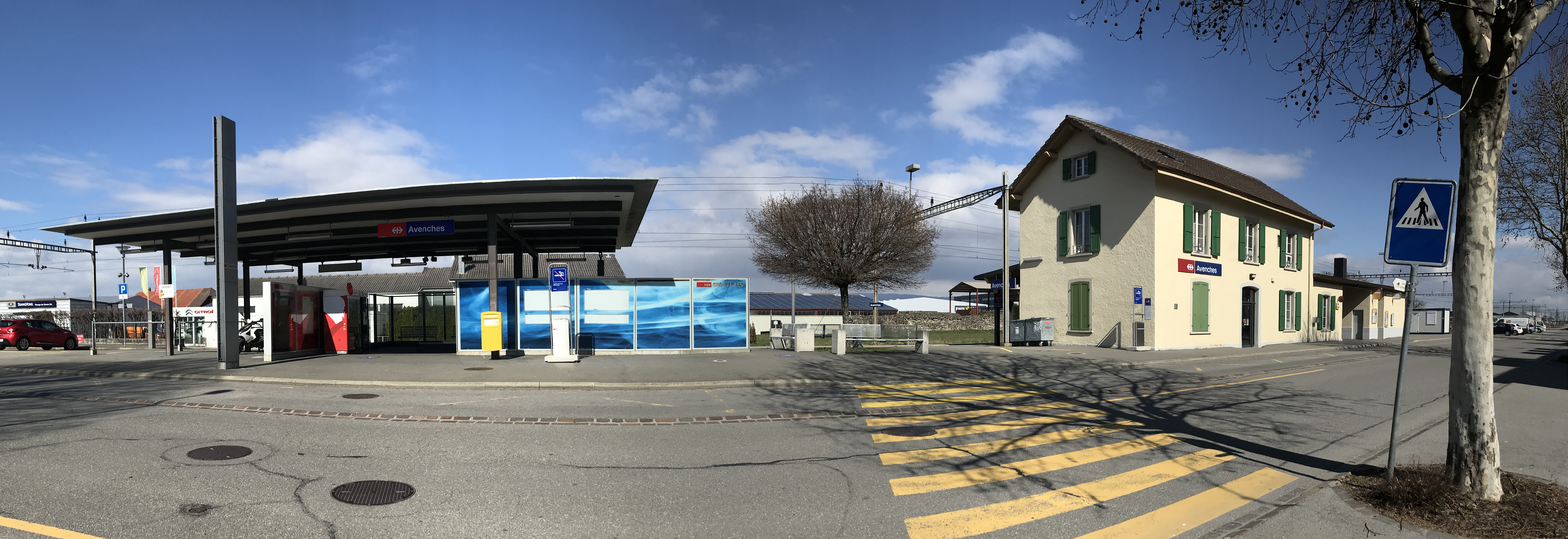
Железнодорожная станция Аванша

## Образование
В Аванше около 804 или 31,6% населения получили необязательное высшее среднее образование, а 220 или 8,6% получили дополнительное высшее образование (университет или университет прикладных наук). Из 220 человек, получивших высшее образование, 59,5% были швейцарскими мужчинами, 28,6% — швейцарскими женщинами, 8,2% — не швейцарскими мужчинами и 3,6% — не швейцарскими женщинами.
В 2009/2010 учебном году в школьном округе Аванш насчитывалось в общей сложности 396 учащихся. В кантональной школьной системе Во политические округа предоставляют два года необязательного дошкольного образования. В течение учебного года политический район обеспечивал дошкольное воспитание в общей сложности 155 детей, из которых 83 ребенка (53,5%) получали субсидированное дошкольное воспитание. Программа начальной школы кантона требует, чтобы ученики посещали ее в течение четырех лет. В муниципальной начальной школе обучалось 212 учащихся. Обязательная программа младших классов средней школы рассчитана на шесть лет, и в этих школах обучалось 174 ученика. Было также 10 учеников, которые учились на дому или посещали другую нетрадиционную школу. В Аванше находится 1 музей — древнеримский музей. В 2009 году его посетили 17 280 посетителей. В 2009 году музей посетили 17 280 человек (в среднем за предыдущие годы — 18 742).
По состоянию на 2000 год в Аванше насчитывалось 285 учащихся из других муниципалитетов, в то время как 116 жителей посещали школы за пределами муниципалитета.

## Туризм

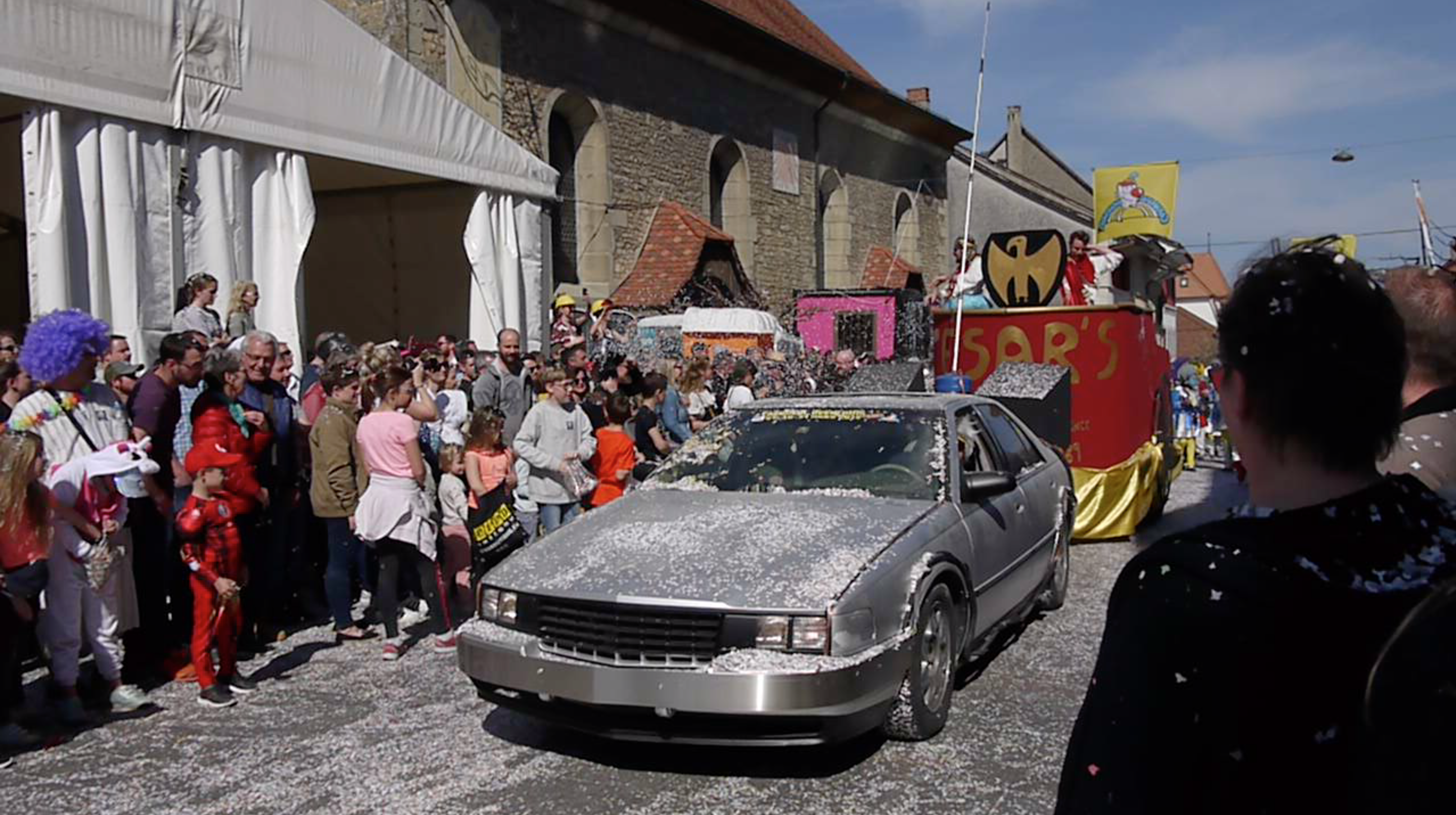
Карнавал в 2019 году

В Аванше есть ряд исторических достопримечательностей: руины Авентикума, римский музей, старый город. Из культурных событий в городе проводится ежегодный оперный фестиваль в амфитеатре, а также крупный карнавал, проходящий раз в несколько лет. На южном берегу озера Муртензе есть кемпинг и спортивная лодочная гавань.

## Трафик
Муниципалитет хорошо освоен в транспортном отношении. Он расположен на главной дороге 1 Берн—Пайерн—Лозанна, которая была оживленной до открытия автомагистрали. Участок автомагистрали A1 Берн—Пайерн с выездом в Аванш открыт с конца 1997 года, когда произошёл разрыв между городом Пайерн и Ивердон-ле-Бен  в 2001 году. С тех пор Аванш находится на транзитной оси из Западной Швейцарии в Берн.
25 августа 1876 года была введена в эксплуатацию железнодорожная линия Муртен—Пайерн с железнодорожной станцией в Аванше. Автобусные линии связывают Аванш с Фрибуром, Домдидье, Мюр и Кюдрефен.

## Галерея

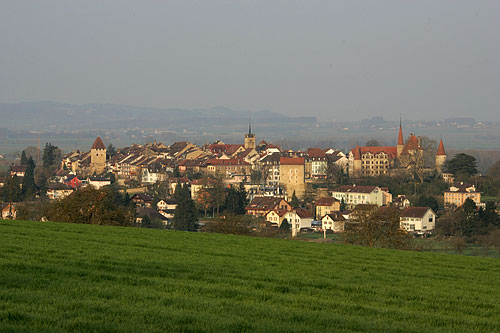
Вид на город
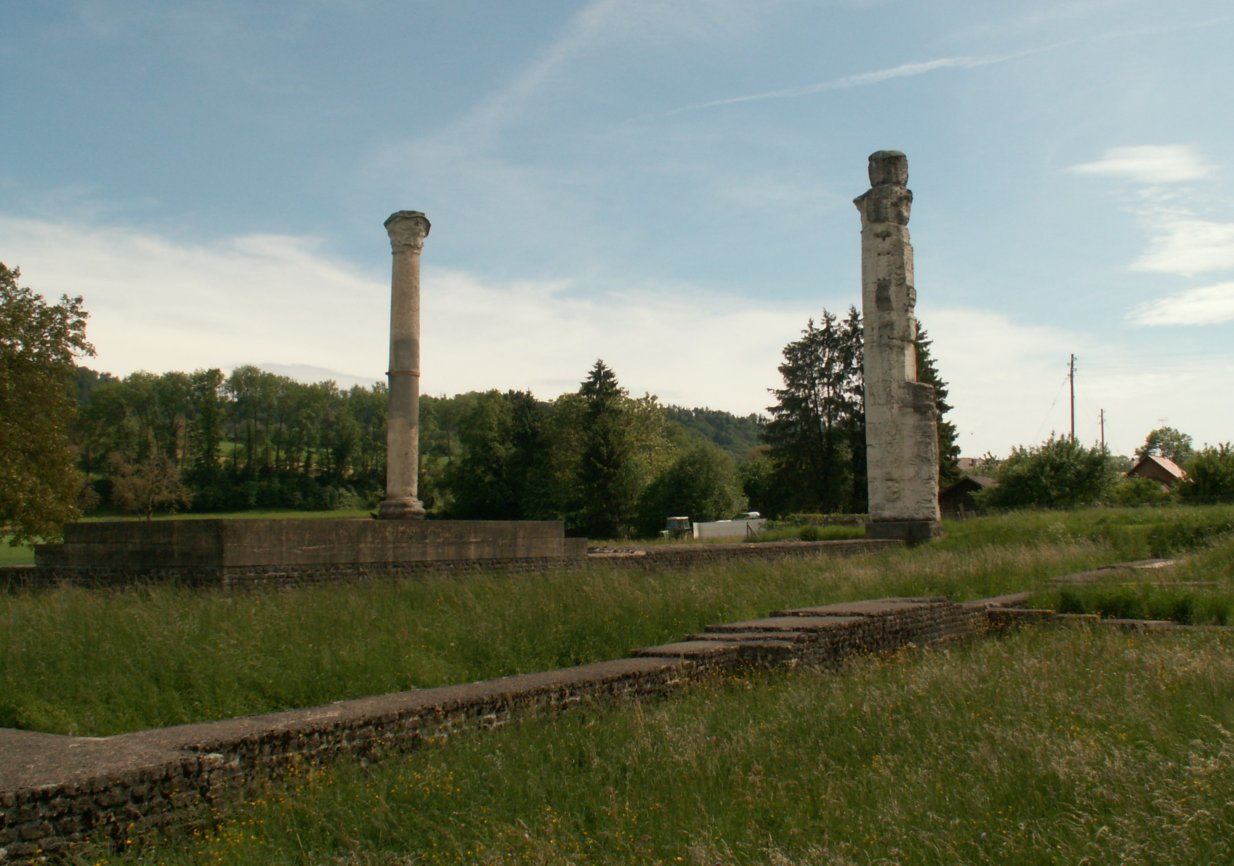
Руины древнеримского храма
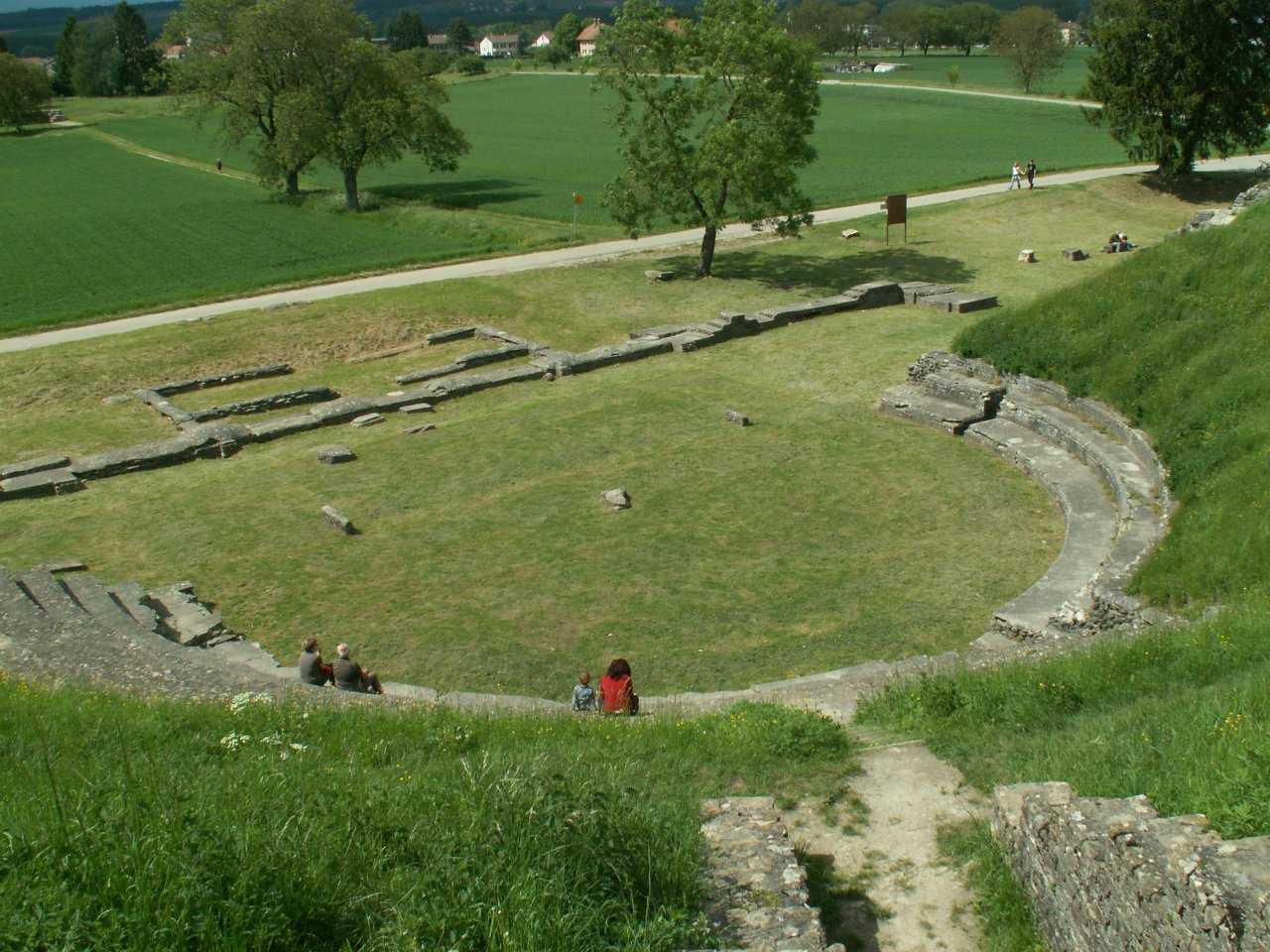
Руины древнеримского театра
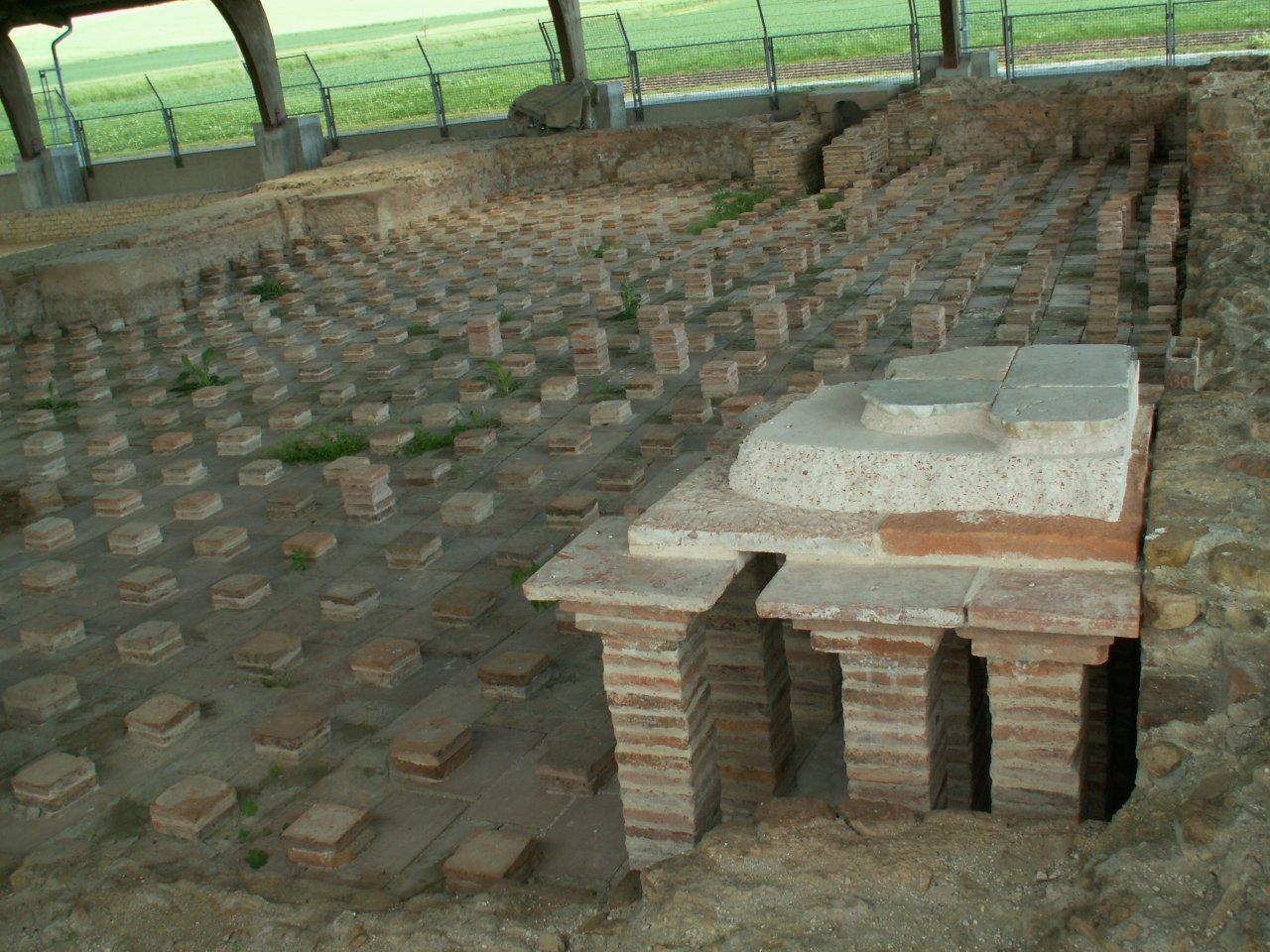
Руины древнеримских бань
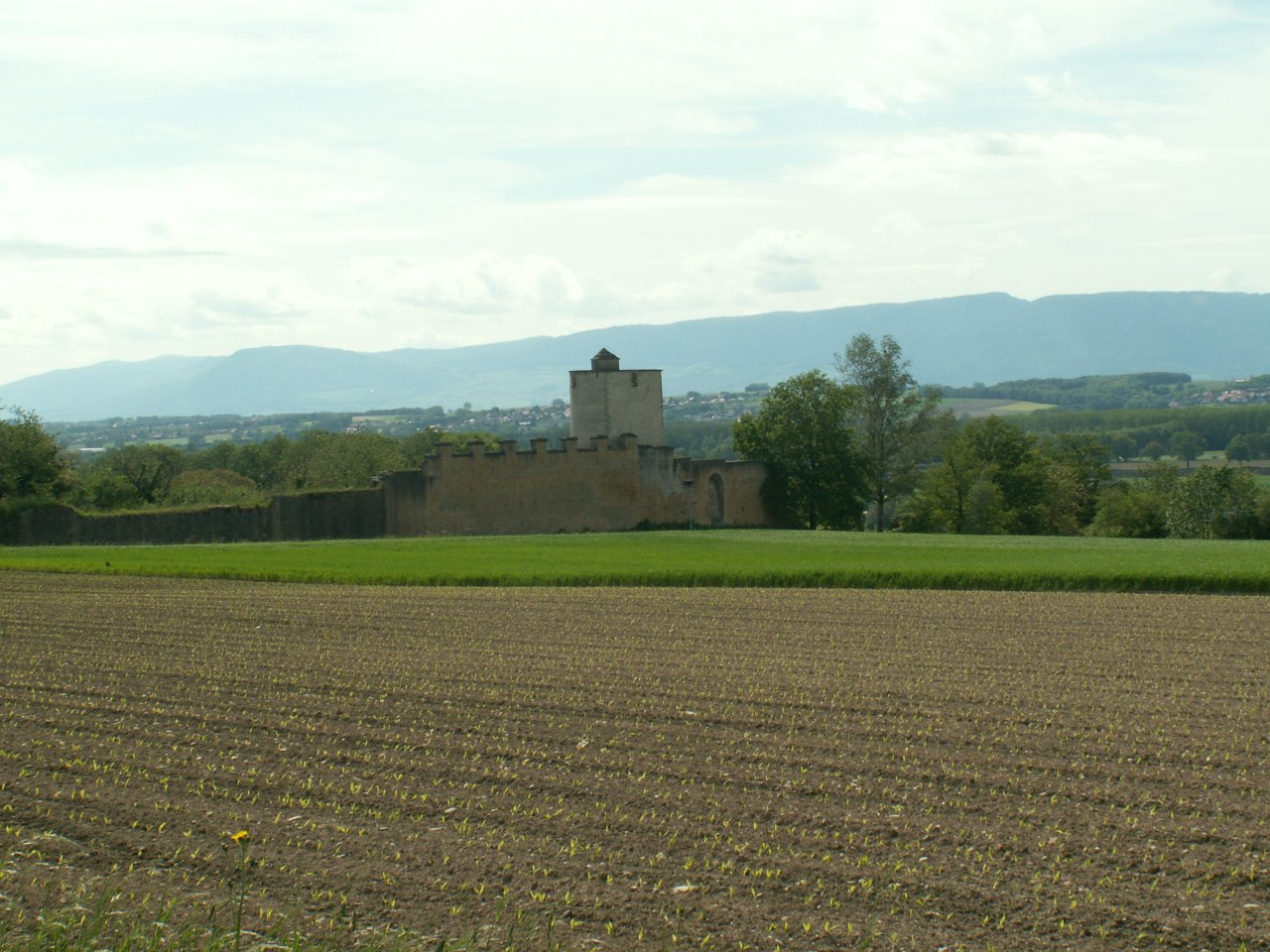
Отреставрированная древнеримская крепостная стена с башнями
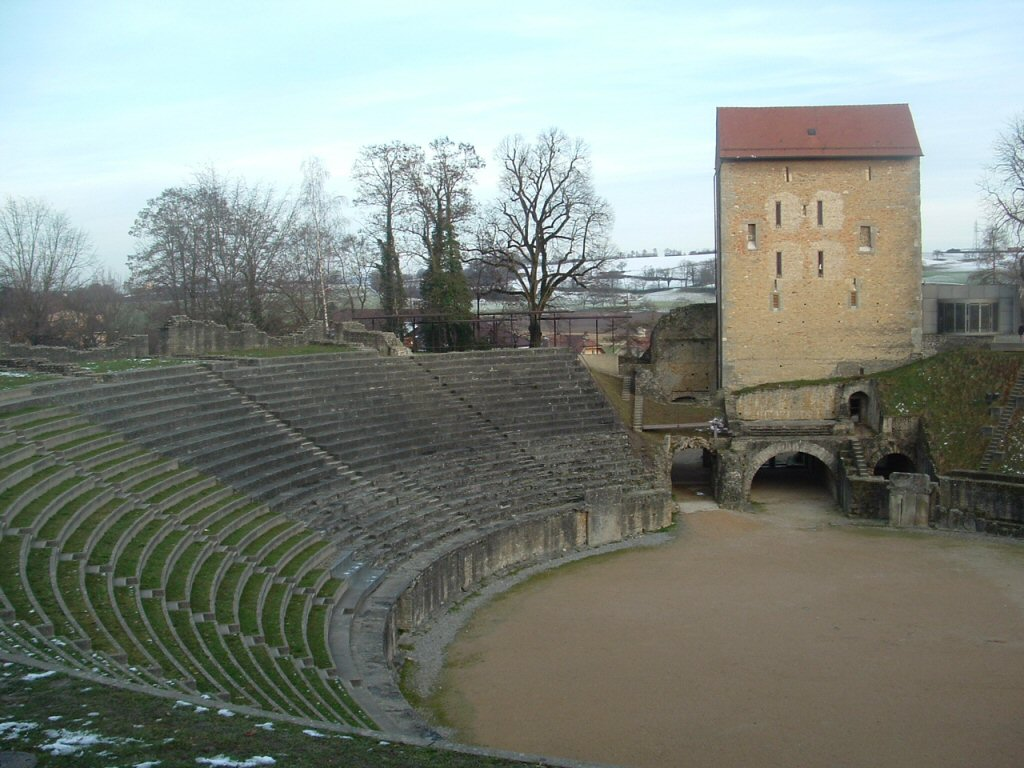
Римский амфитеатр в Аванше
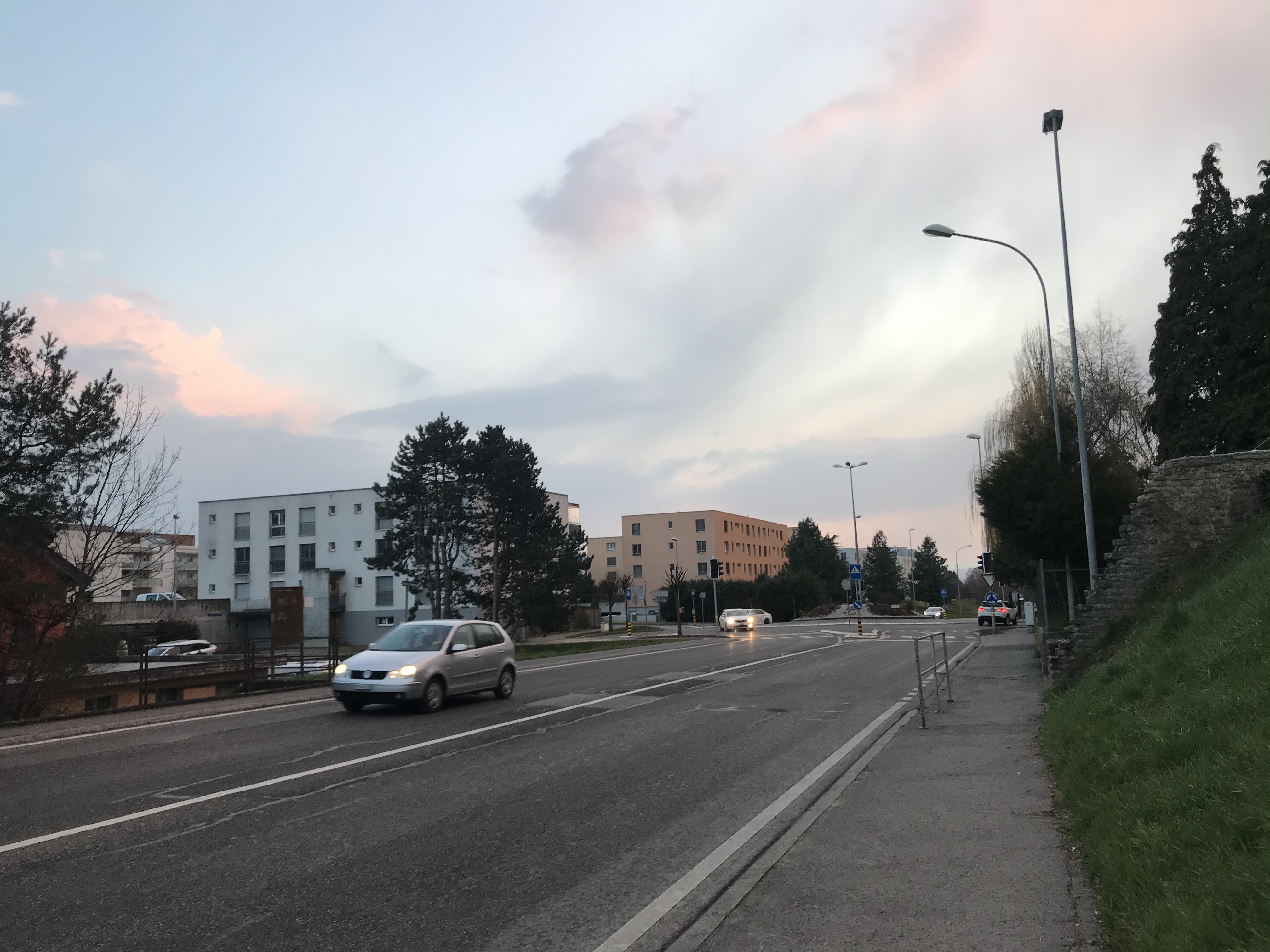
Спальный район на окраине Аванша
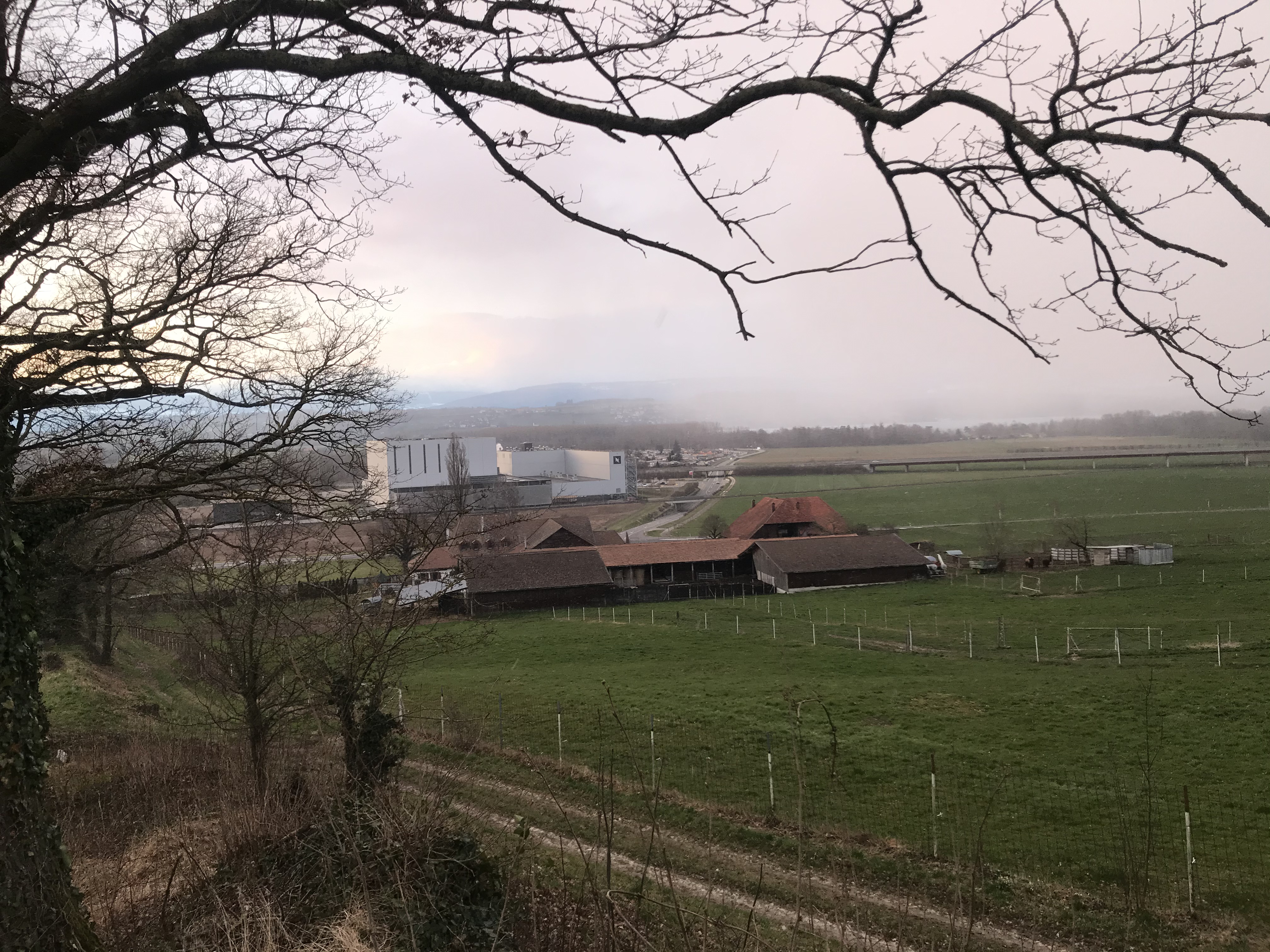
Вид на ферму и завод Nescafé
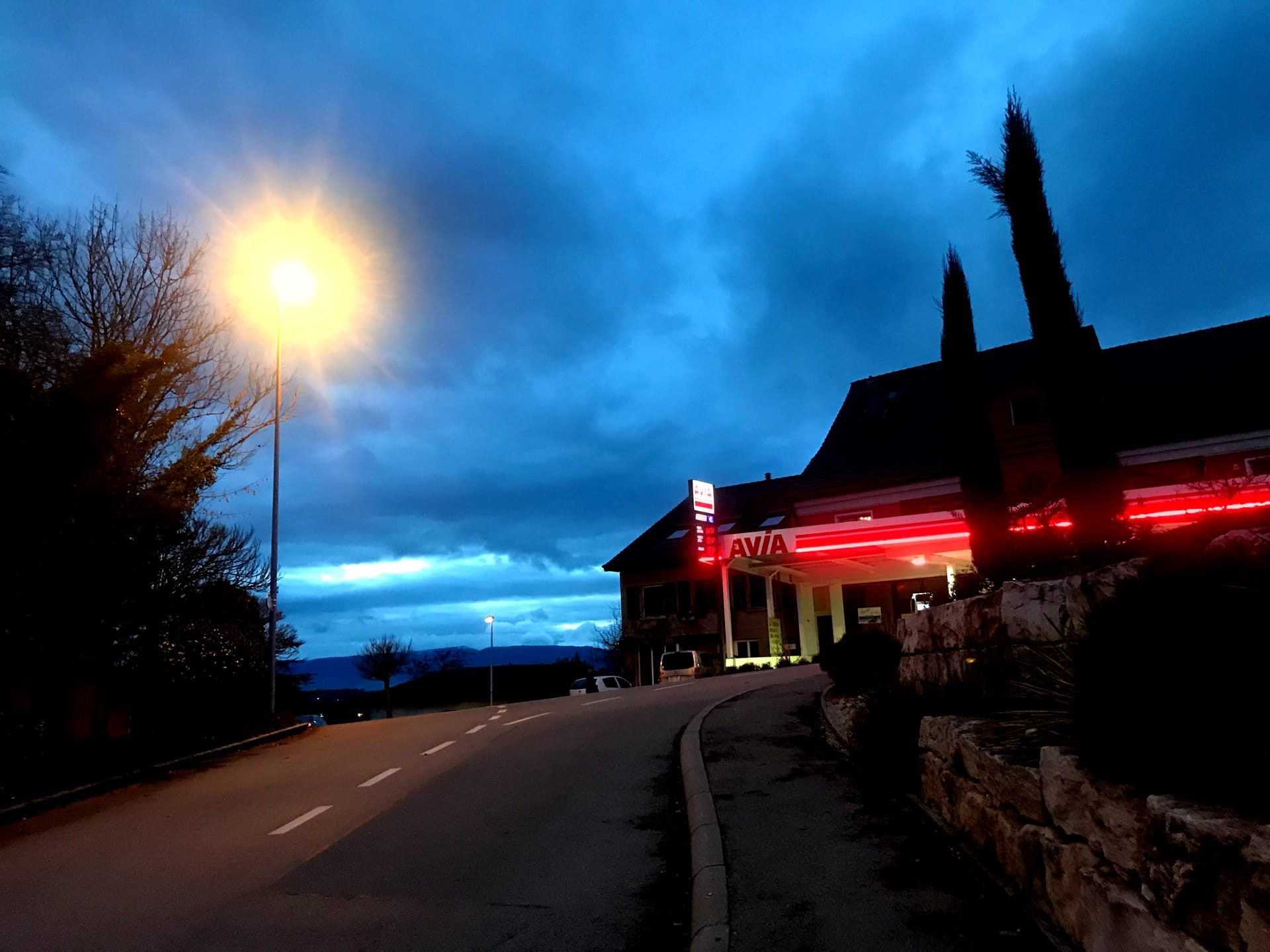
Заправка в центре Аванша
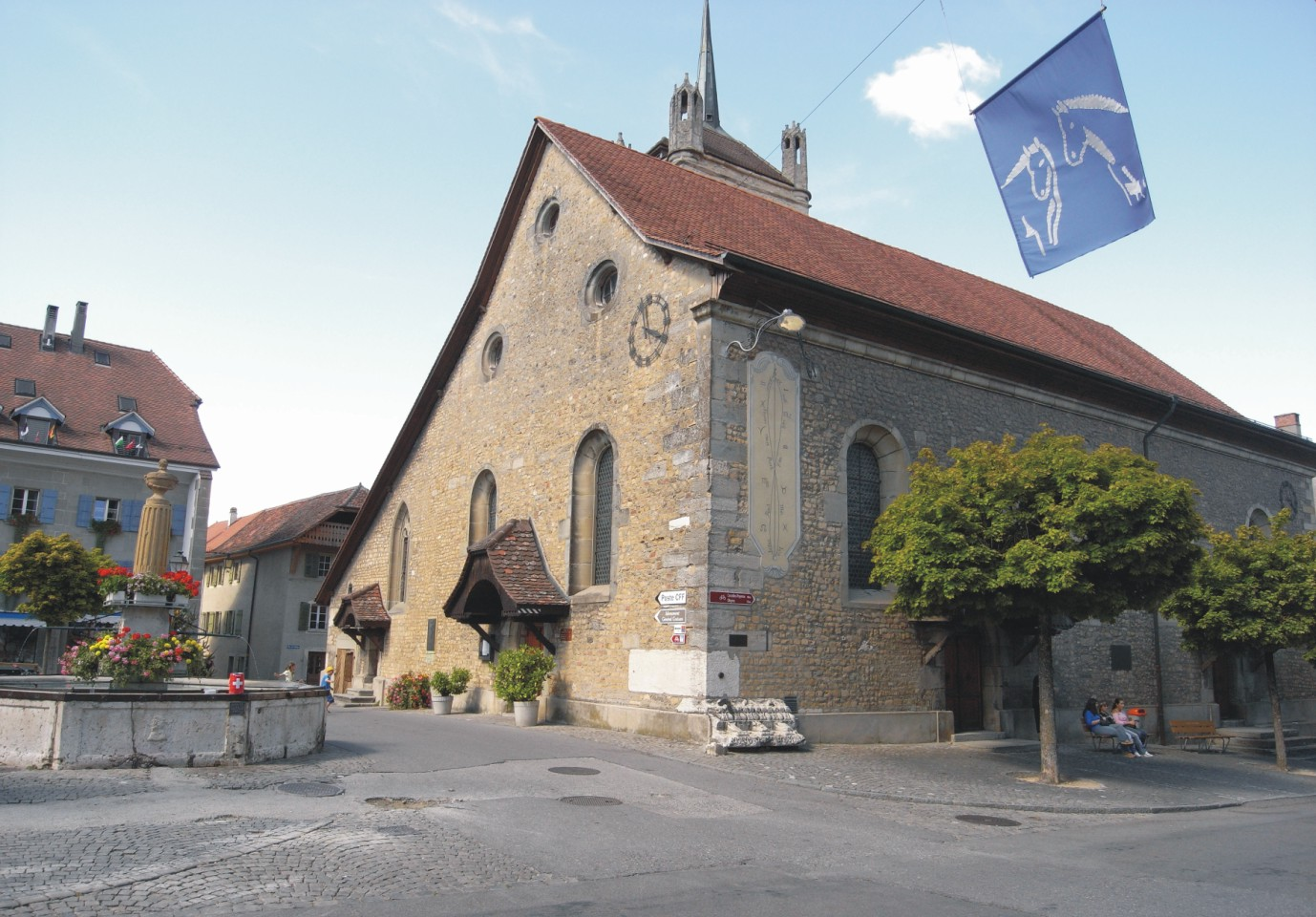
Церковь святой Магдалены
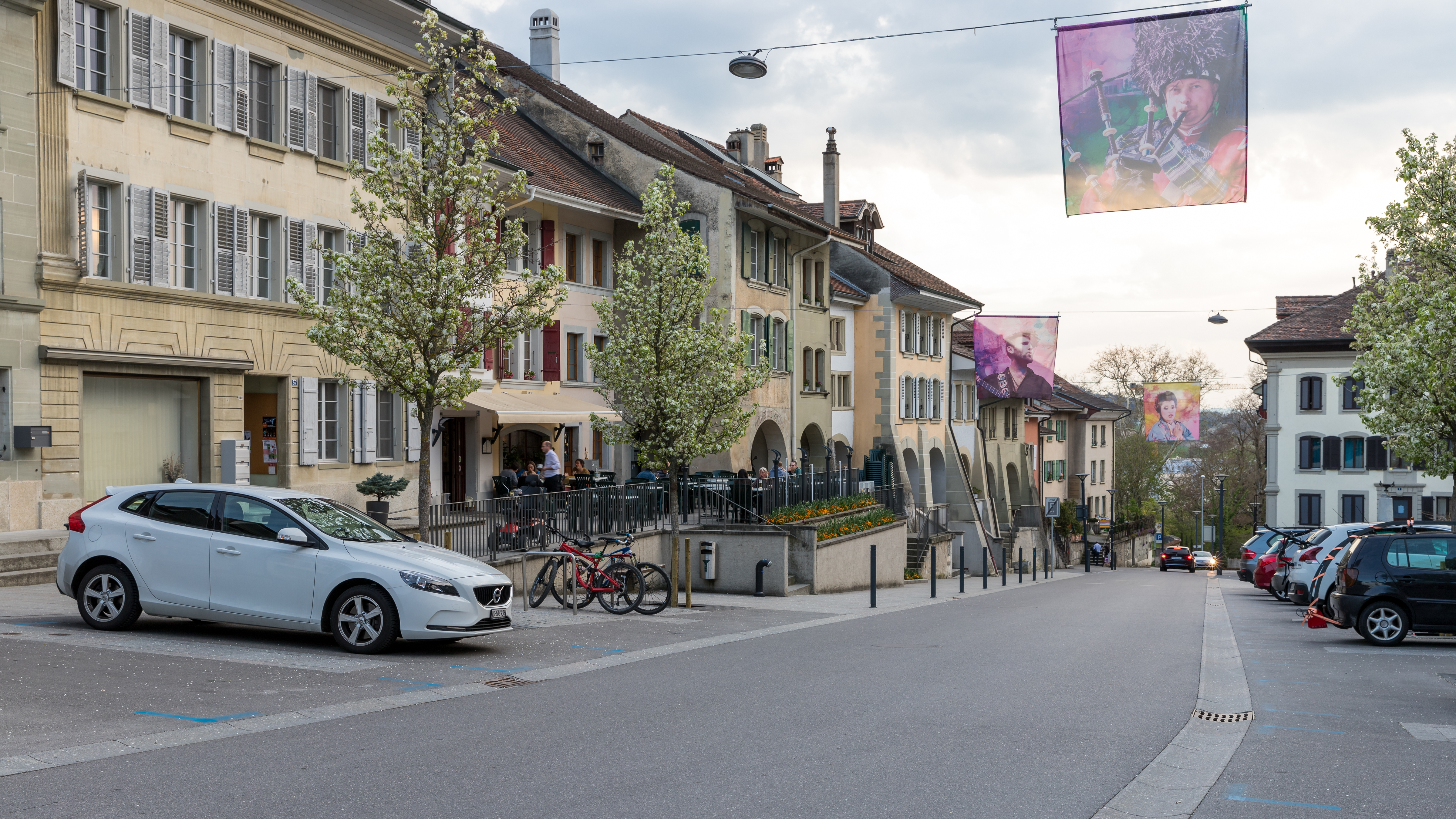
Центральная улица
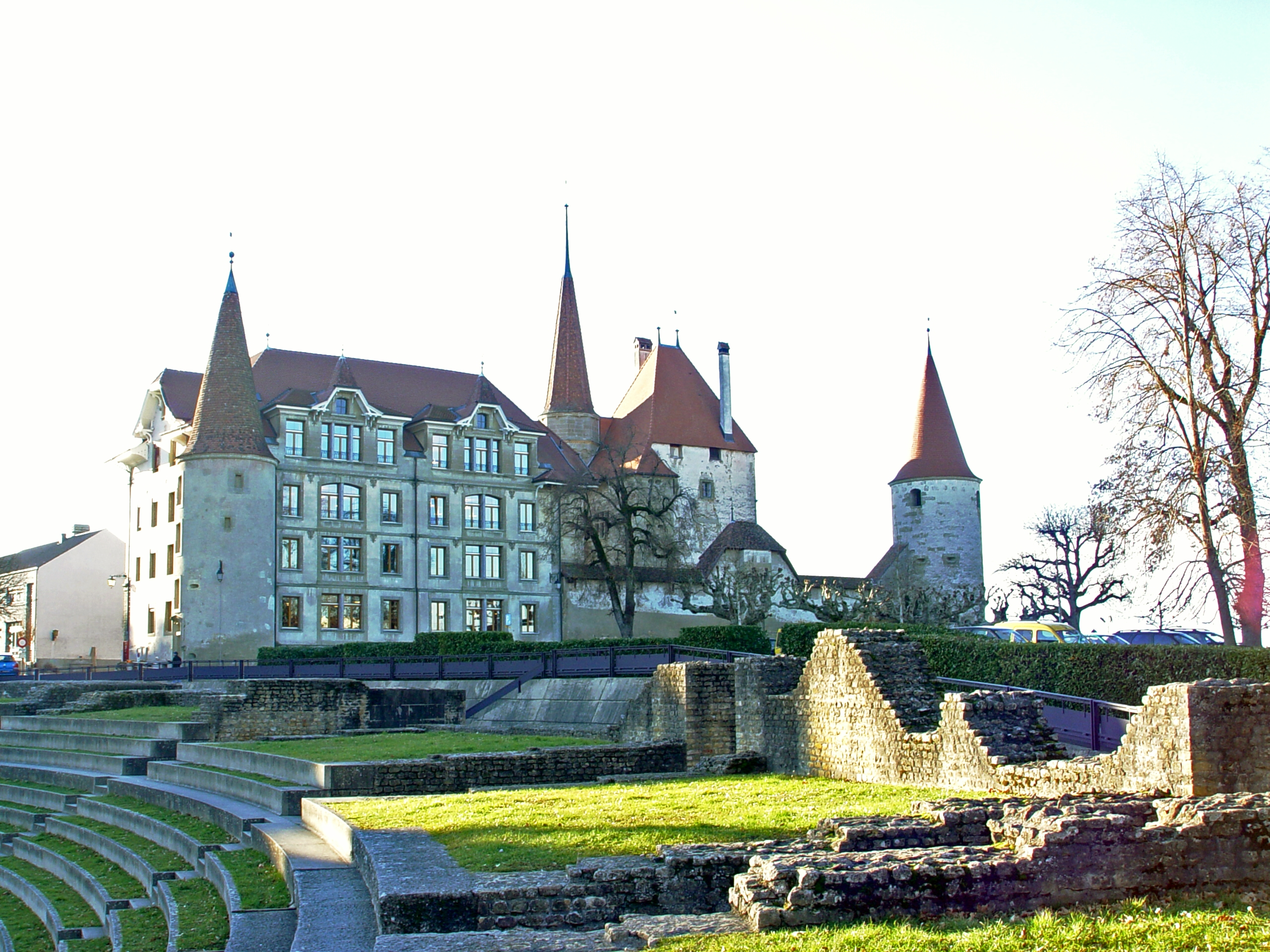
Вид на старый город
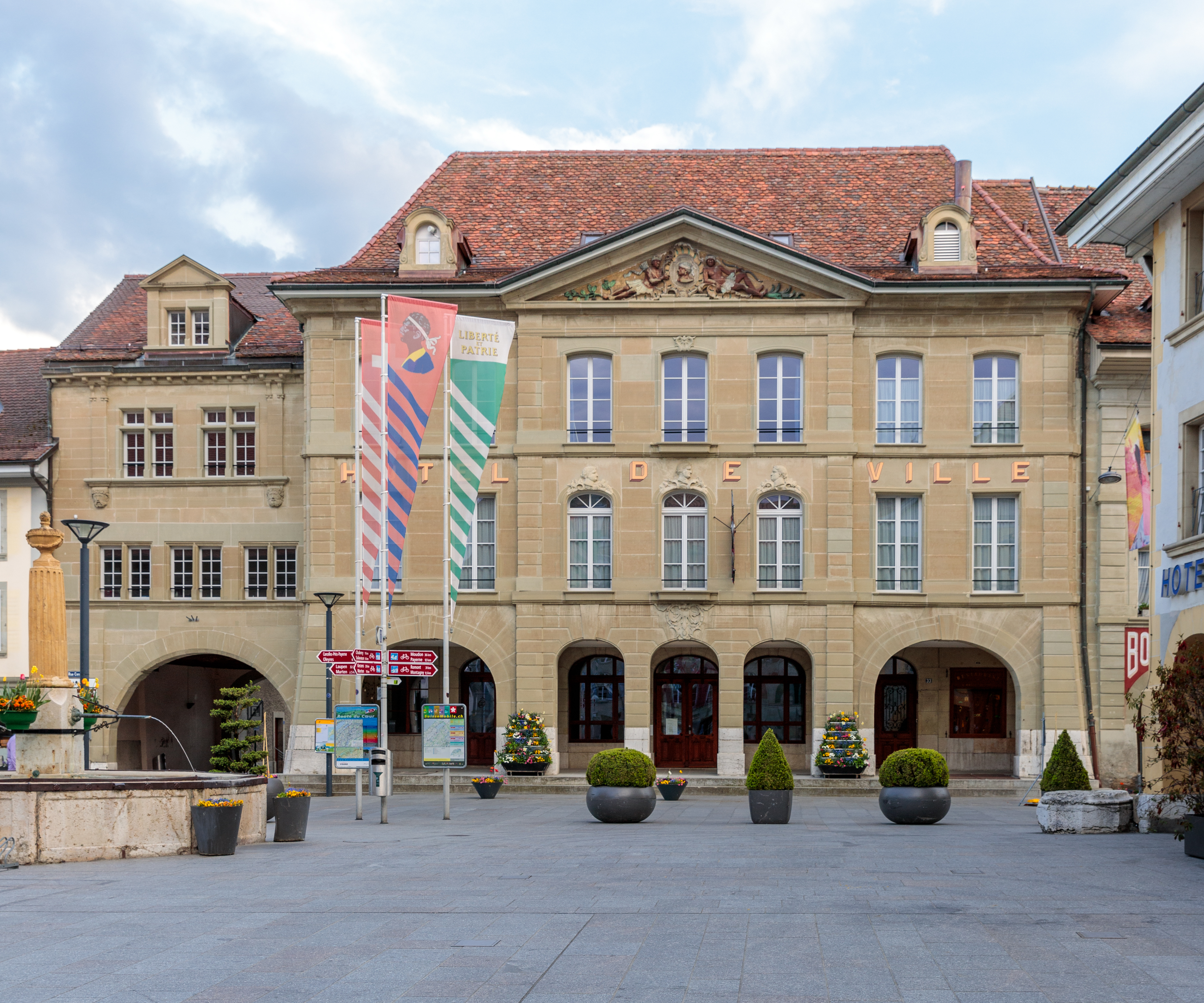
Главный отель Аванша
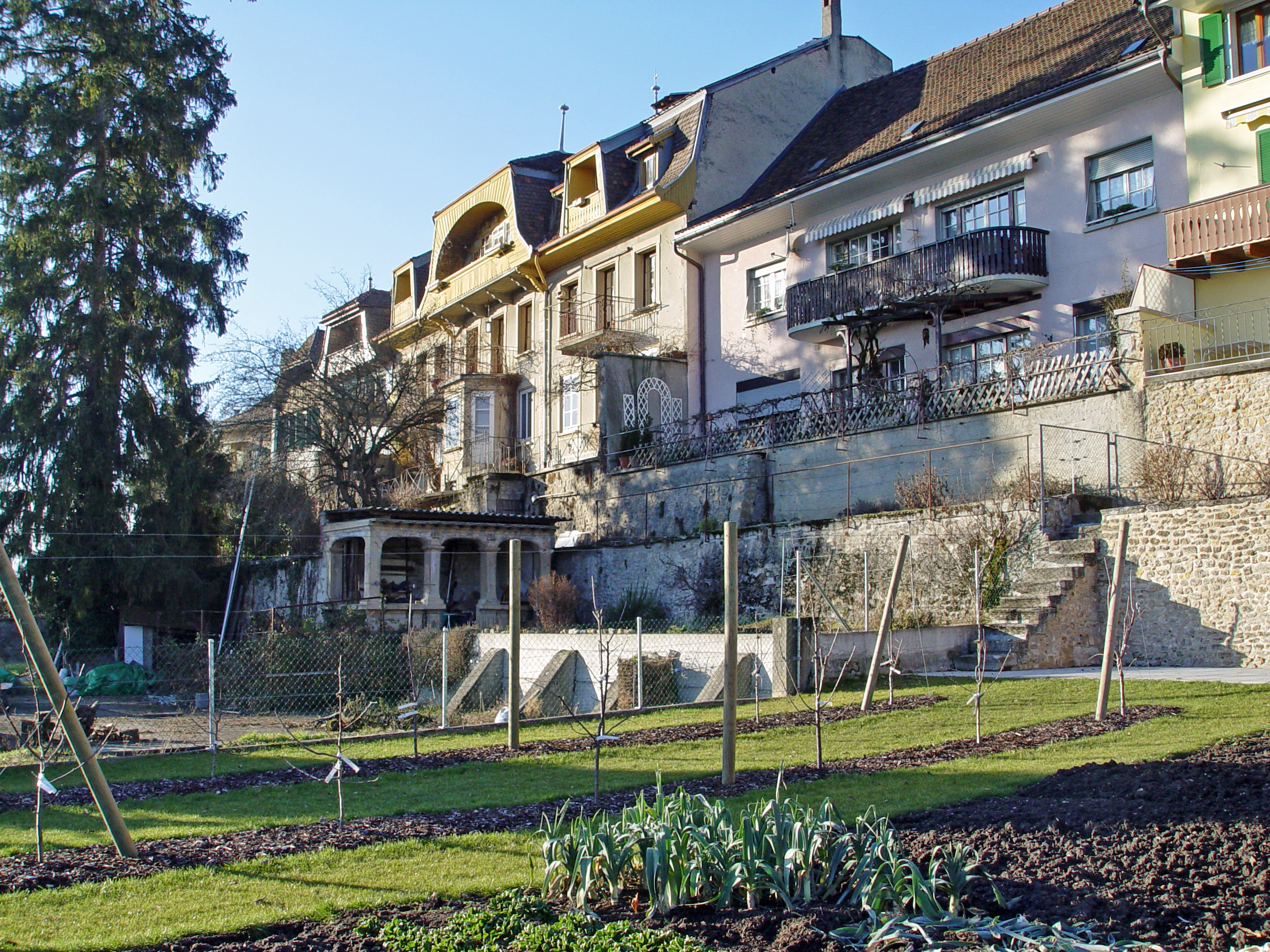
Старая городская стена с жилыми домами
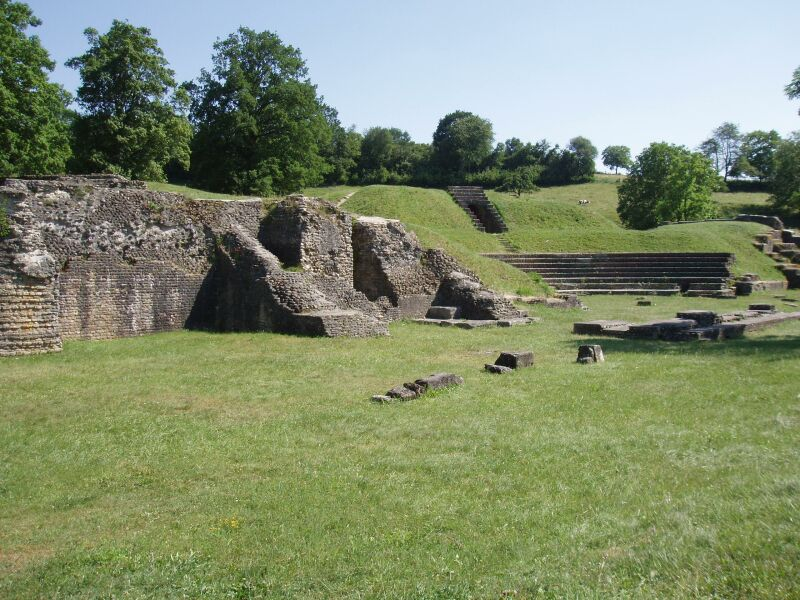
Римский театр
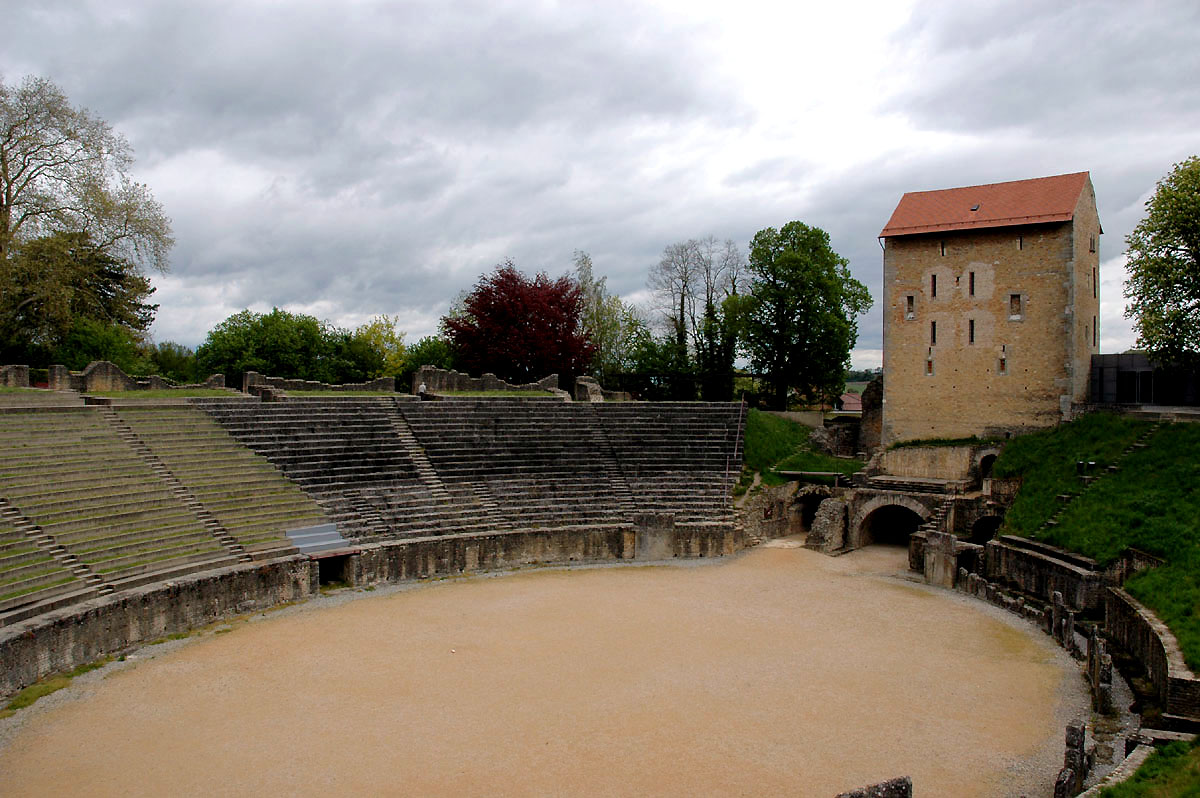
Римский амфитеатр
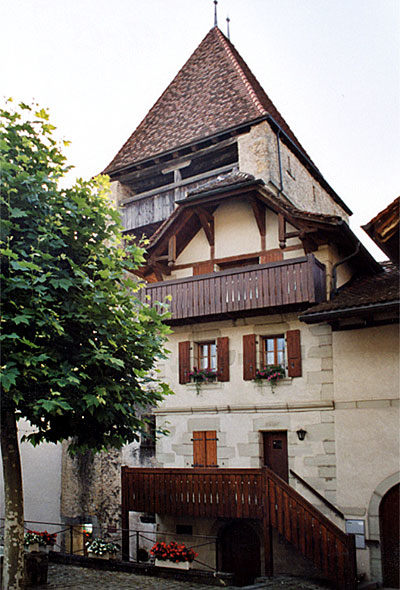
Башня Бенвиль
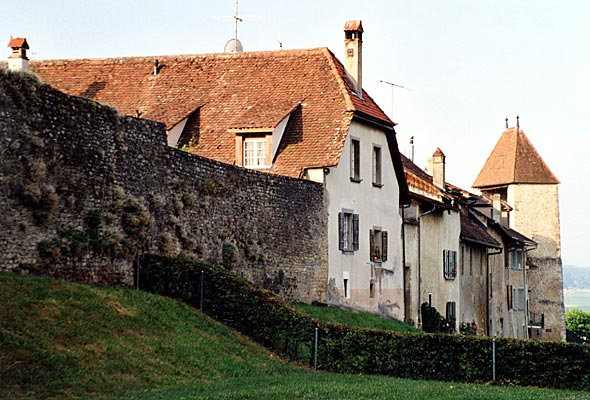
Башня Вюи
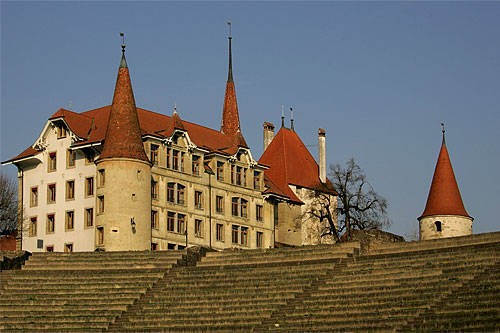
Замок Аванша
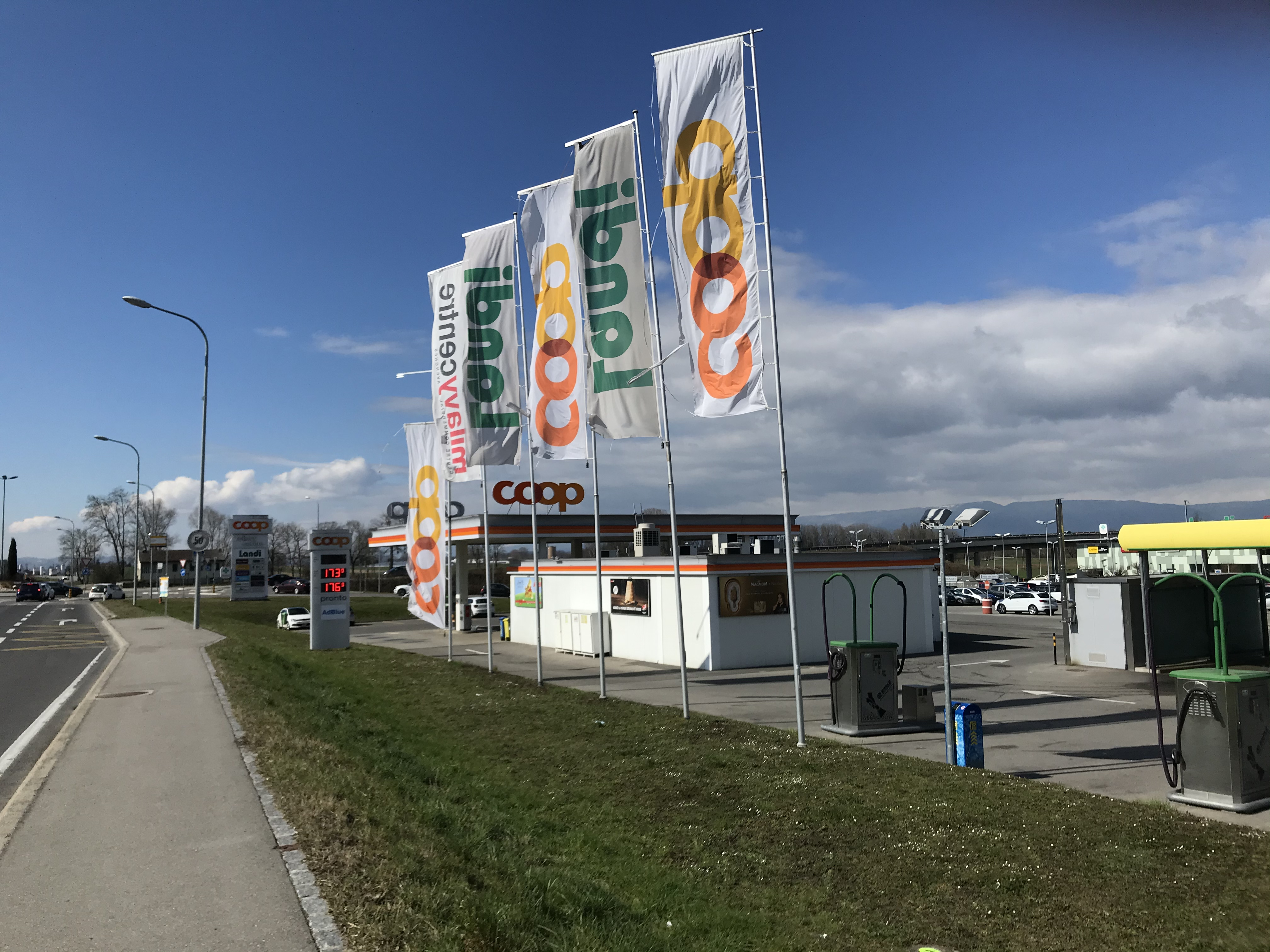
Заправка у въезда в торговый центр Milavy
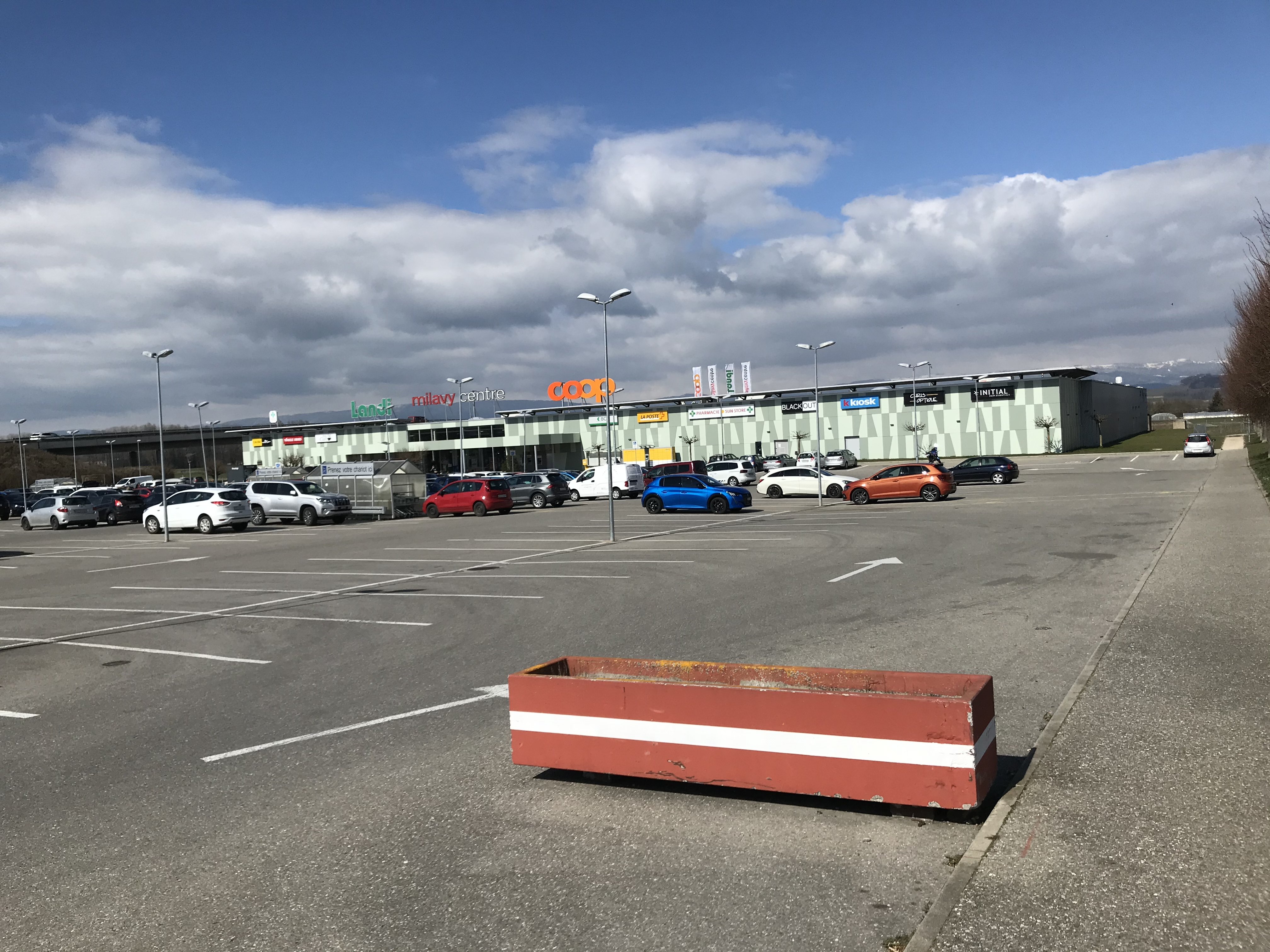
Торговый центр Milavy
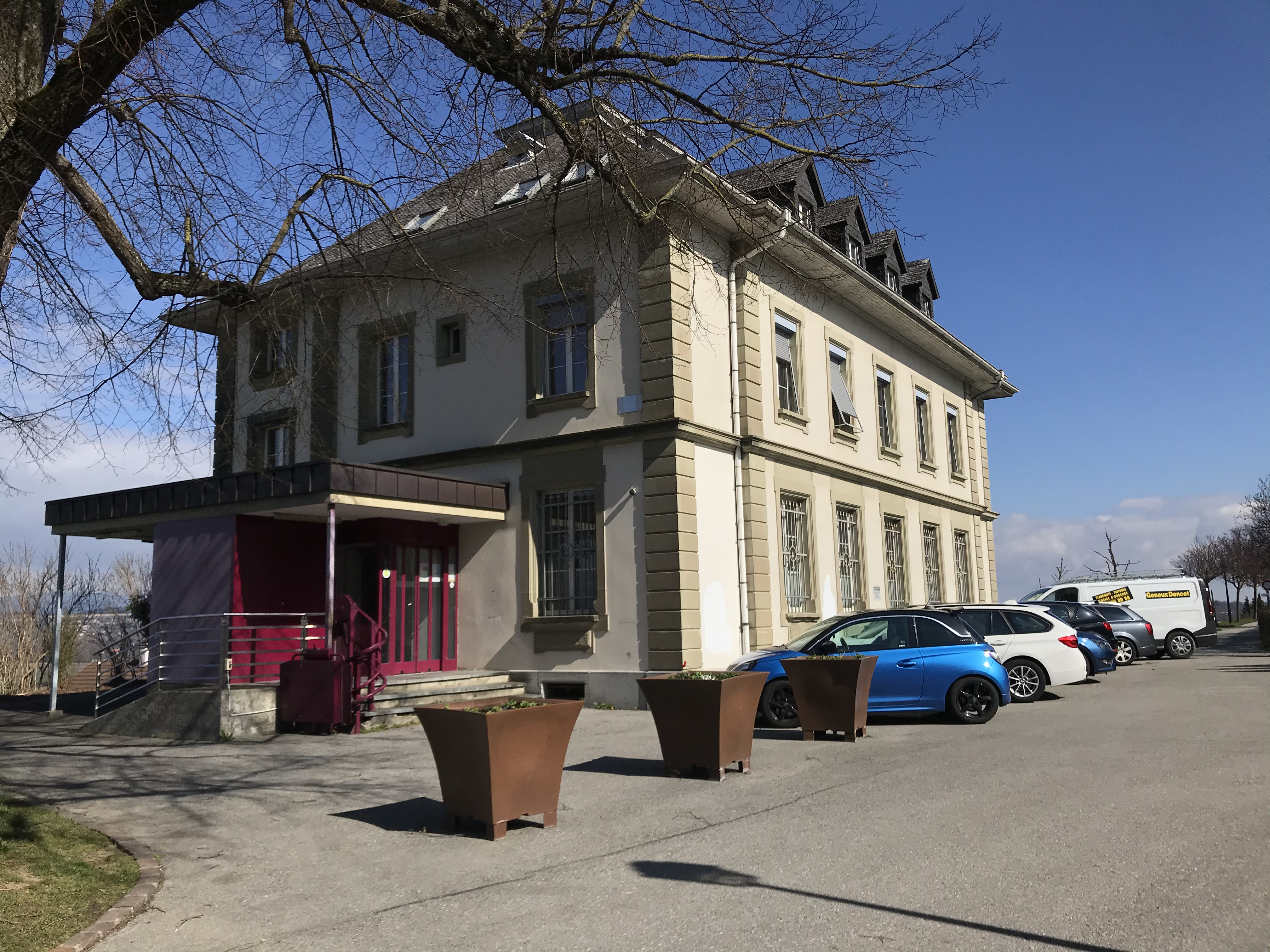
Бывшее здание почты
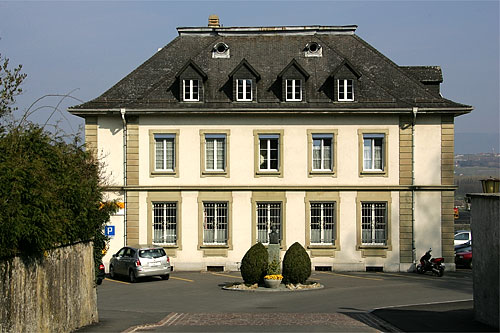
Бывшее здание почты и бюст Анри Гизану